# Histoire de Marennes

Blason de Marennes

Cet article présente les faits historiques notables de la ville de Marennes, ville du Sud-Ouest de la France, située dans le département de la Charente-Maritime et surnommée la « capitale de l'huître » .

## Une origine romaine probable
L'histoire de la contrée de Marennes, l'antique «Terra Maritimensis», ne commence véritablement qu'avec l'occupation romaine, dont la présence a pu être solidement attestée par l'archéologie comme par la toponymie dans la région alentour. Si aucune date précise ne peut être avancée avec certitude, la colonisation romaine a du probablement avoir lieu dans le courant du premier siècle de l'ère chrétienne, à l'apogée de Mediolanum Santonum, l'antique capitale de la civitas Santonum et de la Gaule aquitaine.

### Un relais sur la voie antique
Lorsque les Romains envahissent la contrée, ils vont occuper un site favorable pour leur installation, en se plaçant à l'une des extrémités occidentales de ce qui formait alors une presqu'île calcaire et effilée, légèrement exhaussée en son centre, mais recouverte d'une forêt profonde. Celle-ci constituait alors une partie de l'antique Forêt de Baconais qui s'étendait sur toute la partie occidentale du pays gallo-romain des Santons, entre Charente et Seudre. Son défrichement total s'opérera tardivement, à partir du milieu du Moyen Âge. La péninsule était bordée par deux vastes et profonds golfes. Au sud, le golfe de la Seudre, qui recouvrait alors l'estuaire du fleuve actuel, et au nord, le golfe des Santons ou Golfe santonique, dont la partie méridionale du rivage atteignait les communes actuelles du Gua, Saint-Sornin et son célèbre lieu-dit Broue et La Gripperie.
Les Romains ne tardent pas à mettre en valeur ces terres nouvellement conquises, y installant en premier lieu une voie romaine qui relie la presqu'île à la capitale des Santons. Cette voie secondaire aboutissait au cap actuellement occupé par le gros village du Chapus, puis une liaison maritime était assurée jusqu'à l'île d'Oléron, l'antique Ularius des Romains. Marennes se trouvait donc située sur l'axe romain Mediolanum Santonum-Broue-Marennes-Oléron, une voie "qui avait quelque importance pour les produits de la mer". Ainsi, à l'origine, la création de la ville même de Marennes relève fort probablement de l'établissement d'un relais sur la voie antique. Par la suite, une villa gallo-romaine ou une petite colonie agricole s'est fixée autour de ce mansio lié à sa fonction de passage sur cet axe de communication qui, par la suite des temps, a toujours été très fréquenté. Cette création originelle fixa dès lors une population qui planta dans quelques parties défrichées du centre de la presqu'île des céréales et peut-être de la vigne mais, dans toute la période gallo-romaine, ce mansio de Marennes demeure un simple lieu de passage et ne se développe pas comme Saujon, port au fond de l'estuaire de la Seudre, ou comme Broue, port du sel sur le golfe santonique, qui sont devenus des vici avec construction de temples, fanum, thermes, piscines et autres édifices romains. Aucune de ces constructions n'a été relevée à Marennes même. Il faut attendre le milieu de la période médiévale pour que le bourg de Marennes se développe véritablement. En fait, les Romains s'intéressent prioritairement à l'exploitation du littoral et vont créer la villa maritima, le domaine au bord de la mer et le nom de Marennes a été appliqué par la suite à la péninsule.

### Les premières exploitations d'huîtrières
À l'époque de l'occupation romaine, des bancs d'huitres plates se trouvent en abondance sur le littoral de la Santonie et font l'objet d'une cueillette régulière. Mais les Romains, passés pour maîtres dans l'art d'engraisser les huîtres, introduisent leur méthode d'élevage sur les rivages de l'estuaire de la Seudre et dans l'île d'Ularius. Quelques parcs à huîtres gallo-romains sont alors en activité et "des restes importants de coquilles ont été découverts dans différentes villas de l'avancée de Marennes". En fait, cette exploitation du coquillage sera bien plutôt une activité d'appoint et ne donnera pas lieu à une véritable activité économique. D'ailleurs, il faudra attendre le XVIIe siècle, après la longue éclipse du Moyen Âge, pour y trouver les premières exploitations huîtrières à Marennes.

### Les premières salines au temps des Gallo-Romains
Par contre, les Romains développent les salines en y introduisant leur technique fort avancée pour l'époque, laquelle sera maintenue sans changement dans les siècles suivants. Les conditions naturelles favorisent grandement leurs implantations en bordure de l'estuaire de la Seudre grâce à "des laisses de mer importants et à du bri déposé par l'Océan qui permet de façonner les aires saunantes". La richesse que procurera l'extraction du sel marin ne prendra son essor que beaucoup plus tard, au milieu du Moyen Âge, où le sel de Marennes aura atteint une grande renommée.
Cependant, pour permettre l'expédition du sel marin, élaboré dans les salines de la «Terra Maritimensis» en bordure de l'estuaire de la Seudre, les Romains fondent un petit port, situé sur le Chenal du Lindron, près duquel des restes d'occupation romaine ont été retrouvés. Ce petit port, qui reste malgré tout fort modeste pendant toute l'époque gallo-romaine, est sans conteste à l'origine de la fondation primitive de Marennes. D'ailleurs, ces premières exploitations du sel introduites par les colons Romains vont revêtir une certaine importance puisqu'elles vont être à l'origine du véritable nom primitif de Marennes qui s'appelait au début du Moyen Âge Sales c'est-à-dire Les Salines.
Si le site portuaire antique du Lindron est abandonné au début du Moyen Âge, la future agglomération s'établissant autour de l'église actuelle de Marennes au milieu de la période médiévale prendra le nom de Saint-Pierre-de-Sales ou Saint-Pierre-des-Salines.

## Le Moyen Âge: Premier "Âge d'or" de Marennes

### Une paroisse entièrement gagnée par la forêt à la veille duXIesiècle
Après l'effondrement de l'Empire romain, puis la longue éclipse barbare et la période obscure des premiers siècles du Haut Moyen Âge, Marennes entre de nouveau dans l'Histoire.
En effet, entre le IVe et Xe siècles, l'histoire de la ville est pratiquement inconnue. C'est que, entretemps, la région a été fortement désertée bien qu'un village, d'origine gallo-romaine, était resté debout au milieu de la presqu'île et était considéré comme "la capitale du pagus maritimus jusqu'au début du premier millénaire". Jusqu'à la fin du Xe siècle, Saint-Pierre-de-Sales, l'ancien nom de Marennes, vivait replié autour de son église primitive tout en étant desservi par la voie romaine qui en faisait un relais entre la côte de Saintonge et l'ancienne capitale de la province, Saintes. Le trafic devait être insignifiant sur cette route probablement en bien mauvais état, peu fréquentée et peu sûre, et qui traversait la vaste forêt de Baconais, sylve qui s'étendait entre les vallées de la Charente et de la Seudre. Cette forêt profonde et épaisse avait envahi les territoires abandonnés et avait progressé jusque sur la péninsule de Marennes. Cette partie de la Saintonge se dénommait alors la forêt de Marennes, désignation médiévale qui s'appliquait au pays des Isles de la Saintonge à la veille du XIe siècle.
C'est lors de la période des grands défrichements monastiques du XIe siècle que Marennes va connaître une nouvelle impulsion, une sorte de renaissance.

### Le chartes de 1040 et 1047
Diverses chartes du 31 mai 1040 mentionnent le don de la « région boisée de Saintonge » dite « Maritima » et des « paroisses qui la constitue » (Saint-Pierre, Saint-Just, Saint-Louis (Le Chapus), "Daire", etc.)  à l’abbaye de la Sainte-Trinité de Vendôme par Geoffroy-Martel (comte d’Anjou) et Agnès de Bourgogne (3e épouse et veuve de Guillaume-le-grand, duc d’Aquitaine).  Ces mêmes «terres» (désormais appelées « Marennis »  ou « de Maremnia ») sont ensuite transférées à l’abbaye Sainte-Marie de Saintes (actuelle "Abbaye-aux-Dames") en 1047, à l’exception de la paroisse de Saint-Just.
Alors connue sous le nom de Saint-Pierre-de-Sales,  cette petite cité médiévale peuplée d'ecclésiastiques, d'artisans et de commerçants, et d'une majorité de pêcheurs et de sauniers, a succédé au village d'origine gallo-romaine implanté sur l'antique voie romaine. Une église primitive romane et fortifiée trône au milieu de la cité et lui a transmis son nom. « Saint-Pierre » correspond au patron des pêcheurs tandis que «Sales» se réfère aux salines et indique l'activité des marais salants qui constituaient déjà la grande richesse locale.
Le nom de la région (Marennes, appelée ainsi en raison de la presque insularité des lieux) finit par désigner sa principale paroisse, Saint-Pierre, notamment vers la fin du XIIe siècle, où la localité est orthographiée Marennia dans un document de 1184.

### Les défrichements monastiques desXIeetXIIesiècles
La paroisse de Saint-Pierre-de-Sales était particulièrement isolée et excentrée, étant reliée par une seule route avec le continent. Elle fit donc l'objet d'un plan de mise en valeur par la puissante et influente abbaye aux Dames de Saintes dont "presque toutes ses possessions se trouvaient sur le tracé de l'ancienne voie romaine Saintes-Oléron" sur laquelle Marennes était établie.
Après la donation de 1047, l'abbaye aux Dames de Saintes entreprit les grands travaux de défrichement de la forêt de Marennes. Ceux-ci furent exécutés dès la seconde partie du XIe siècle sous la conduite des moines défricheurs. Des hameaux furent édifiés autour de Saint-Pierre-de-Sales et le long de l'ancienne voie romaine avant que le littoral ne soit exploité à son tour. Leurs toponymes typiquement médiévaux comme Le Grand Breuil, Le Petit Breuil ou Touchelonge rappellent l'origine forestière de la paroisse de Marennes. De même, il est possible de connaître l'essence de cette antique sylve qui recouvrait toute la presqu'île de Marennes. Celle-ci était composée de hêtres (chenal des Faux), de chênes (village de La Chaînade), de châtaigniers (village de Châtain) et même de tilleuls (site du Lindron).
Le littoral ne fut pas en reste. Il bénéficia hâtivement d'un aménagement par l'exploitation des salines qui procuraient des richesses considérables à leurs tenanciers, en l'occurrence l'abbaye aux Dames de Saintes, puis plus tard, aux seigneurs de Marennes. De nouveaux ports du sel furent créés comme Châtain et La Saincaudière et furent ajoutés aux petits ports existants comme Daire et Le Vieux-Chapus, dont le nom de ce dernier est déterminé par son site géographique, étant un promontoire situé à l’extrémité occidentale de l’ancienne péninsule de la Terra Maritima actualisée sous le nom de Marennes. C'est d'ailleurs au bout de ce cap que s'achevait la voie romaine Saintes-Marennes-Le Chapus qui fut remise en état lors des grands défrichements de l'époque médiévale. Au Chapus, un embarcadère pour l'île d'Oléron y était implanté dès l'époque gallo-romaine.
Dans le même temps, des travaux furent entrepris pour assainir des marais situés au nord de la presqu'île et donnèrent naissance au village d'éleveurs de Nodes, au toponyme très évocateur, ainsi qu'au hameau Les Prades dont la vocation de ses premiers occupants était d'élever du bétail dans les prés marais.
Enfin, des terres furent concédées par l'abbaye aux Dames à des paysans libres qui se regroupèrent dans des villages bâtis à l’intérieur de la presqu’île le long de la voie antique comme La Boirie, La Chaînade ou encore Bourcefranc, alors village « affranchi » dépendant de la paroisse de Marennes. Tous ces villages étaient construits avec des ruelles étroites et des maisons basses comme sur les autres îles des pertuis charentais.
Ces activités de défrichement eurent lieu dans un climat de paix où la presqu'île de Marennes jouissait d'une prospérité bien réelle pendant le XIIe siècle. Ce siècle est dominé en particulier par Aliénor d'Aquitaine. En 1152, celle-ci épouse Henri Plantagenêt qui devient deux ans plus tard roi d'Angleterre. Marennes comme l'ensemble de la Saintonge et de l'Aunis deviennent des possessions anglaises à partir de 1154. Lorsque Jean sans Terre épouse en septembre 1200 Isabelle Taillefer, Marennes, alors paroisse de la Saintonge, demeure toujours aux mains des Anglais.
À la fin du XIIe siècle, la paroisse de Marennes appartient tout entière à l'abbaye aux Dames de Saintes et est sous le pouvoir de sa justice comme de sa fiscalité. Elle n'est toujours pas le siège d'une seigneurie, ne possédant ni château féodal, ni résidence seigneuriale. Le XIIIe siècle va amener de profonds changements.

### Le développement des salines auXIesièclesous l'impulsion de l'abbaye aux Dames
Jusqu’au début du XIe siècle, la propriété des salines est déjà très morcelée. Une foule d’alleutiers détiennent des aires qui correspondent aux unités d’exploitation des marais salants. Le site de la pointe de Daire, tire son nom de son ancien site de production du sel et Le Chapus naît avec le développement du commerce maritime du sel.
C'est alors que les domaines de la paroisse de Marennes, où se trouvaient d’importantes salines, passent sous le contrôle de l’abbaye aux Dames de Saintes au milieu du XIe siècle. À partir de ce siècle, Marennes devient l’un des trois principaux centres de production et d’expédition du sel de la côte charentaise. Avec Arvert et l’île d'Oléron, elle concurrence les salines de l’Aunis qui périclitent dès le XIe siècle, surtout après la chute des seigneurs de Châtelaillon-Plage. Ces nouvelles salines ont été développées tout autour de l’estuaire de la Seudre et sur les pourtours de l’ancien golfe de Brouage, mais la production et l’exportation du sel étaient déjà, au Xe siècle, une très ancienne activité et posaient les bases du développement futur de la ville.

### Les premiers seigneurs de Marennes
Ce n'est qu'à partir du premier tiers du XIIIe siècle qu'entrent en scène les seigneurs de Marennes.
Sous le règne des Lusignan-Taillefer, la seigneurie de Marennes est établie dès 1230 et elle est sous la suzeraineté de cette puissante maison qui contrôle "un vaste État féodal entre Loire et Garonne".
Après la bataille de Taillebourg, ce sont les sires de Pons qui vont exercer un puissant contrôle sur le littoral charentais à partir de 1242. Ceux-ci deviennent à leur tour de grands propriétaires de salines, se constituant un vaste patrimoine saunier sur le littoral charentais. Ils vont d'ailleurs dominer l’économie locale pendant plusieurs siècles et y insuffler un réel dynamisme.
À partir de 1242, la seigneurie de Marennes qui est le siège d'une vicomté possédant plusieurs églises fortifiées appartient désormais aux sires de Pons. Ils s'établissent dans le château féodal et Marennes devient le siège d'une haute justice seigneuriale et d'un bailliage dont les limites s'étendront à tout le "pagus maritimus", c'est-à-dire de la vallée de la Seudre jusqu'à l'estuaire de la Charente, incluant Brouage et Soubise. Le siège de ce baillie qui relève alors du domaine comtal en Saintonge est attesté dès 1255.
Ces puissants seigneurs ont aussi le sens des affaires et du commerce et vont faire de Marennes le grenier à sel de la Saintonge. C'est pendant ce siècle qu'ils établissent un port du sel à l’extrémité du chenal qui débouche sur la Seudre. Ce dernier prendra le nom de Chenal de La Cayenne, en raison d’une petite cabane initialement construite en pierres sèches, autour de laquelle se sont agglomérées d’autres « cayennes » édifiées par des pêcheurs et des sauniers. Ce site portuaire appelé primitivement La Cayenne, deviendra par la suite jusqu’au début du XXe siècle La Cayenne-de-Seudre. L'antique site du Lindron est alors entièrement abandonné. 

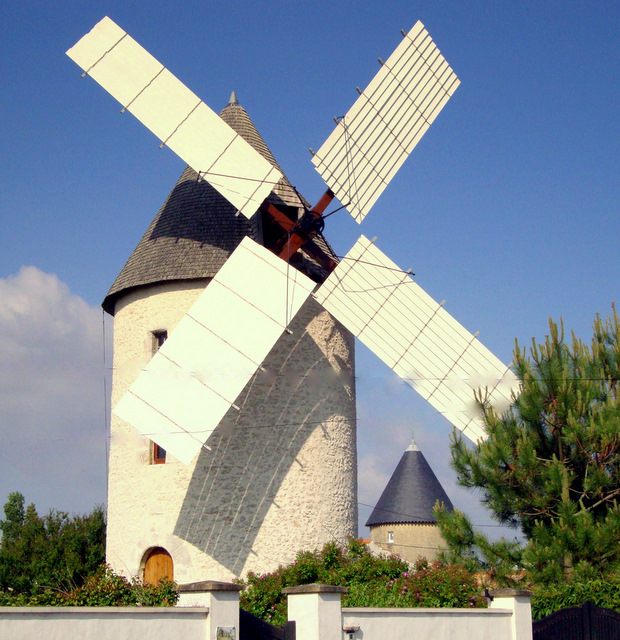
le Moulin de la Plataine à Bourcefranc faisait partie de l'ancienne paroisse de Marennes pendant le Moyen Âge.

Les moniales de Saintes et les seigneurs de Pons qui se partagent la paroisse de Marennes vont également mettre en valeur les terres nouvellement défrichées. La fertilité de cette presqu'île calcaire est signalée par des toponymes très évocateurs comme Beauchamp, Grand Fief des Chaumes, Les Grenettes. La mise en culture de ces nouvelles terres sera destinée aux céréales, principalement le froment. Dans le même temps, de nombreux moulins sont édifiés sur les hauteurs dominant la péninsule. Leurs traces laissées dans la toponymie locale révèlent leur ancienne importance, soit dans des lieux-dits comme Le Moulin du Breuil, soit dans le réseau des rues de Marennes (rue des Six Moulins, rue du Moulin des Coquards, rue des Meuniers, Bel Air). Seul, le Moulin de la Plataine, aux portes de Bourcefranc, a subsisté à ce jour et a fait l'objet d'une belle restauration.
Les seigneurs de Marennes avaient coutume de prendre possession de leur domaine par l’église Saint-Pierre-de-Sales autour de laquelle se trouvaient agglomérées les maisons basses et le château féodal, disparu vers la fin du XVIe siècle. L'église fortifiée était considérée comme la citadelle de Marennes, étant environnée de profondes douves. Le petit port d’origine gallo-romaine, situé à la tête du canal du Lindron, lequel rejoint la Seudre, se trouvait à l’écart de l’enceinte médiévale.
Dans la deuxième moitié du XIIIe siècle, Marennes sera au cœur des enjeux des rois de France et d'Angleterre. Malgré la victoire de saint Louis contre Henri III d'Angleterre à la bataille de Taillebourg de juillet 1242, les terres saintongeaises situées au sud du fleuve Charente sont restituées au roi d'Angleterre par le Traité de Paris de 1259. Mais l'application de cette clause n'a lieu qu'en 1286, année où Marennes redevient une possession de la Couronne d'Angleterre. Située en territoire anglais, la cité maintient le commerce du sel avec l'Angleterre et la Flandre.
À la veille de la guerre de Cent Ans, Marennes est un bourg actif et en plein essor, mais cette prospérité sera bien vite stoppée quand surgira un siècle de guerre et de dévastation.

### Marennes pendant la Guerre de Cent Ans
La relative prospérité médiévale est interrompue par la guerre de Cent Ans qui eut lieu pendant le tumultueux XIVe siècle à partir de 1337 et s'acheva vers le milieu du XVe siècle en 1453. Pendant cette longue période où Marennes n'est pas fortifiée, hormis son église qui tient lieu de citadelle, la paroisse sera livrée aux assauts répétés des Anglais.
Dès 1338, c'est-à-dire une année seulement après le déclenchement des hostilités entre les Royaumes de France et d'Angleterre, les Anglais s'emparent de Tonnay-Charente et y font installer une garnison de deux cents soldats dans la forteresse. Ils contrôlent la vallée de la Charente sur ses deux rives et n'hésitent pas à faire des incursions dévastatrices au-delà du fleuve et à se livrer au racket. Le pays de Marennes, mal armé et mal protégé, n'est pas à l'abri de telles manœuvres.
Après la défaite française de Crécy en août 1346, le comte de Derby, lieutenant du roi d’Angleterre Édouard III, pille les provinces d'Aunis et de Saintonge par ses chevauchées dévastatrices. Il s'installe également à Tonnay-Charente, alors aux mains des Anglais, en septembre 1348 et sème la terreur dans la région pendant cinq ans. 

La France en 1365.
Territoires contrôlés par Édouard III
Territoires cédés par la France à l'Angleterre par le traité de Brétigny
Territoire du duché de Bretagne, allié aux Anglais

En 1361, à l’issue du traité de Brétigny, la Saintonge est remise aux mains des Anglais. Le roi d’Angleterre, Édouard III, constitue en faveur de son fils ainé, le Prince Noir, la principauté d’Aquitaine en 1362 dans laquelle il insère la Saintonge et l’Aunis. Marennes est alors entièrement aux mains de l'occupant anglais pendant une longue décennie.
La paroisse de Marennes ne reviendra à la Couronne royale qu’en septembre 1372 après que le roi de France, Charles V, aura reconquis l’Aunis et la Saintonge avec l’aide du connétable Bertrand du Guesclin. Ce dernier remportera de brillantes victoires dont celle de Soubise où le siège eut lieu les 22 et 23 août 1372.
C'est également à ce moment-là que Marennes est donnée par lettres patentes du roi Charles V aux sires de Pons, en compensation des pertes que ceux-ci avaient éprouvées dans les guerres contre les Anglais, et en récompense des services qu’ils avaient rendus à la Couronne de France. Les puissants seigneurs de cette maison font sculpter leurs armes en 1380 sur le clocher de l’église prieurale.
Après que les Anglais ont dévasté l'église de Saint-Sornin et quitté le village à la suite de leur défaite en 1372, le siège principal de l'autorité de l'abbesse est transféré à Saint-Pierre-de-Sales. C'est à partir de ce transfert que la justice de l'abbaye de Saintes va s'exercer à Marennes ainsi que seront installées les prisons sur la place des Aires face à la chapelle du Saint-Esprit.
Bien que la guerre de Cent Ans soit encore loin d'être terminée, les nouveaux maîtres de Marennes s'employèrent à réactiver les salines et la vie des champs en un temps, bien bref, où la province était à l'abri des vicissitudes du conflit franco-anglais. Cette accalmie dura jusqu'au début du XVe siècle. Mais cette remise en état de la châtellenie fut de nouveau troublée par les incursions des soldats Anglais à partir de 1410. Ces derniers sous la houlette du "comte de Huttington exercèrent dans la Saintonge des ravages dont les campagnes se ressentirent pendant un siècle".
Plus tard, dans le courant de l'année 1433, les Anglais pénètrent dans la vallée de la Seudre voulant contrôler les salines et le trafic du sel de la région. Une rude bataille a lieu à Mornac-sur-Seudre, en amont de Marennes, où les Rochelais, aidés par les galions espagnols, interviennent par la mer tandis que le sire de Pons, Jacques de Pons, et ses soldats encerclent le château par la terre. Cet épisode de guerre eut un curieux dénouement. Le sire de Pons laissa filer les envahisseurs en promesse d'une rançon qu'il ne reçut jamais.
À la suite de cet évènement, la paroisse de Marennes protégée par les sires de Pons connaît une réelle accalmie qui trouva son aboutissement à la bataille de Castillon en juillet 1453 et qui mit fin à la guerre de Cent Ans. Cependant la paroisse avait subi de nombreuses dévastations dont son église qui nécessita une totale reconstruction.

### La reconstruction de la ville et de l'église Saint-Pierre-de-Sales après la guerre de Cent ans

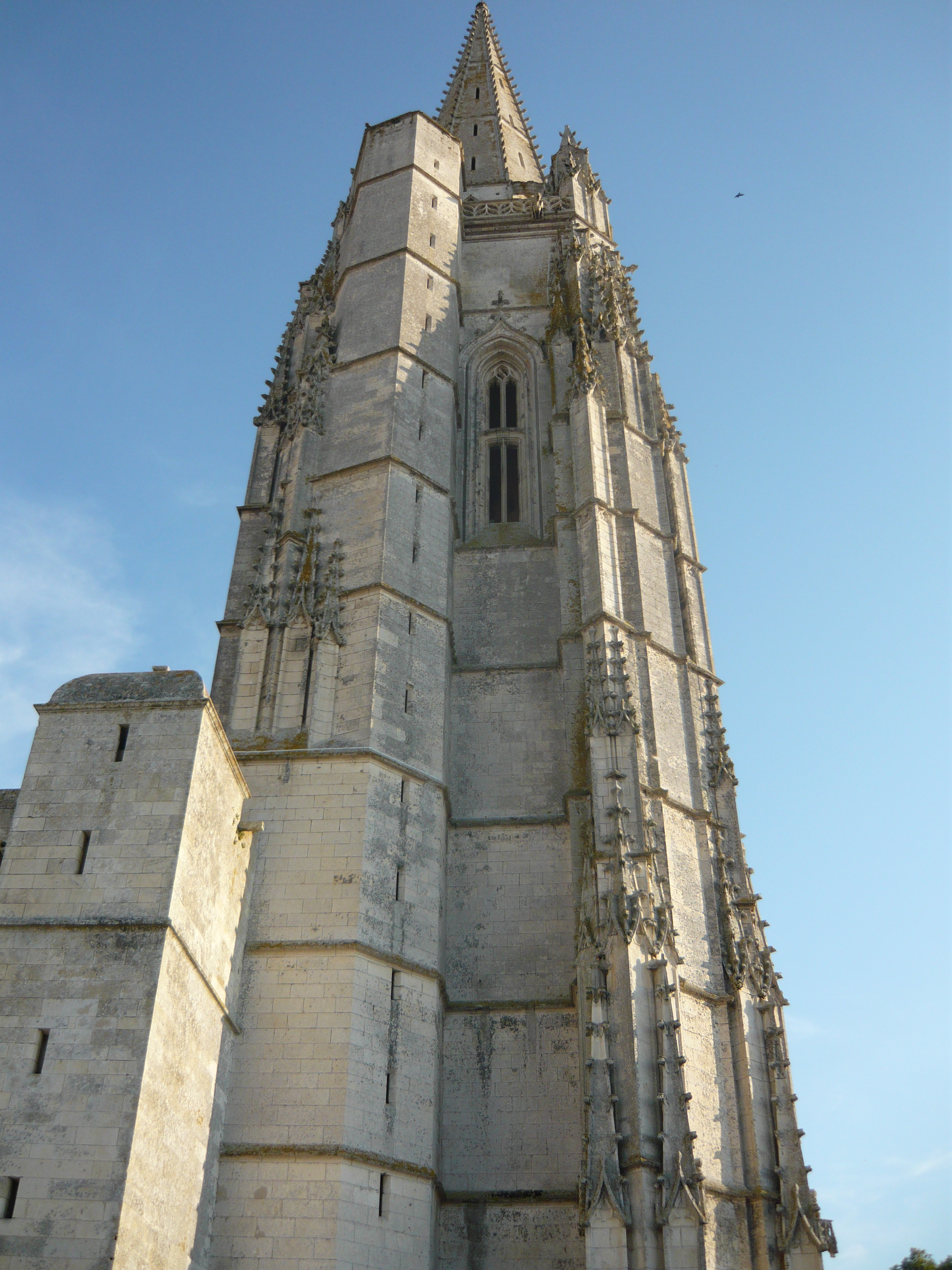
Le clocher gothique de l'église de Marennes a été édifié au XVe siècle

Après les désastres de la guerre de Cent Ans qui s’achève définitivement en 1453, la ville est reconstruite ainsi que l’église Saint-Pierre-de-Sales. Cette dernière est alors l’objet d’une entière reconstruction vers la fin du XVe siècle, avec notamment l’édification du clocher-porche de style gothique flamboyant, d’une hauteur impressionnante pour l’époque avec ses 85 mètres. Il constitue dès lors la construction la plus élevée de toute la côte charentaise, servant d’amer et de phare, sa présence signalait en effet la vaste embouchure de la Seudre, ainsi que le redouté passage de Maumusson. Cette construction monumentale signale le retour de la prospérité et de la richesse pour les habitants de la ville.
Au milieu du XVe siècle, Marennes est affermie dans son rôle de capitale du pays des Isles de la Saintonge. Tout d'abord, le bourg est le siège de deux hautes justices, "la justice seigneuriale du bailliage et la justice de l'abbaye". Les seigneurs de Marennes résidaient dans un château féodal au cœur de la cité mais n'entreprirent jamais de fortifier la ville par la création de murailles et de tours de guet, se contentant de l'église fortifiée qui faisait office de citadelle en temps de guerre. L'autorité religieuse jouée par l'abbaye de Saintes dans le bourg de Marennes était fort visible. Outre l'église Saint-Pierre-de-Sales qui lui appartenait, les abbesses y avaient fait aménager tout autour de la place des Aires, une chapelle du Saint-Esprit face à laquelle se trouvaient "le parquet, les prisons, les halles et les boucheries de l'abbaye".
Vers la fin du Moyen Âge, il est clair que l'importance de Marennes relève de son appartenance à l'abbaye de Saintes dont cette dernière, dans un décompte de ses possessions en 1472, indiquait qu'elle contrôlait les églises de Marennes, Saint-Just-en-Marennes et Saint-Sornin, ainsi que des villages et des paroisses, un prieuré, des droits sur le canal de Brouage et sur la Seudre, des péages sur les ponts principaux et de très nombreuses salines. L'abbaye détenait le droit de foires et marchés, permettant au bourg de Marennes d'assurer de bonne heure son rôle de place commerciale qui approvisionnait la région alentour. Pourtant, à la fin du Moyen Âge, Marennes n'a pas le statut de ville. Cependant, il s'agit d'un bourg très actif et commerçant parmi les plus importants de la Saintonge.
L’essor urbain, issu de la renaissance du commerce maritime, dont le sel était l’un des produits phares de la côte saintongeaise, se poursuit au siècle suivant, où Marennes entre dans une nouvelle période de prospérité, affirmant cette fois sa primauté dans la région.

## Les Temps modernes: siècles de troubles et de prospérité

### Marennes, une ville riche et prospère pendant la Renaissance
Au début du XVIe siècle et ce, jusque dans les années 1560, Marennes connaît une réelle prospérité économique, fondée sur la richesse que procurent les marais salants et la nouvelle activité de la pêche à la morue.
Pendant plus d'un demi-siècle qui correspond ici à la période la Renaissance, Marennes développe sa fonction de "capitale" du pays des Isles de Saintonge entre La Rochelle et Bordeaux. Chef-lieu d'une châtellenie dépendant des Sires de Pons, elle est le siège d'un bailliage où elle étend ses compétences sur les paroisses et châtellenies situées sur les deux rives de la Seudre et sur la côte girondine jusqu'à Royan et à Arces, ainsi que sur Brouage et toute la partie comprise sur la rive gauche de l'estuaire de la Charente et inclut l'île d'Oléron. L'étendue de ce bailliage était due à la surveillance militaire du littoral et au prélèvement des taxes. Marennes est également dotée d'une haute justice très active du fait de son appartenance à la puissante seigneurie de Pons et sa paroisse relève entièrement de la très influente abbaye de Saintes. 

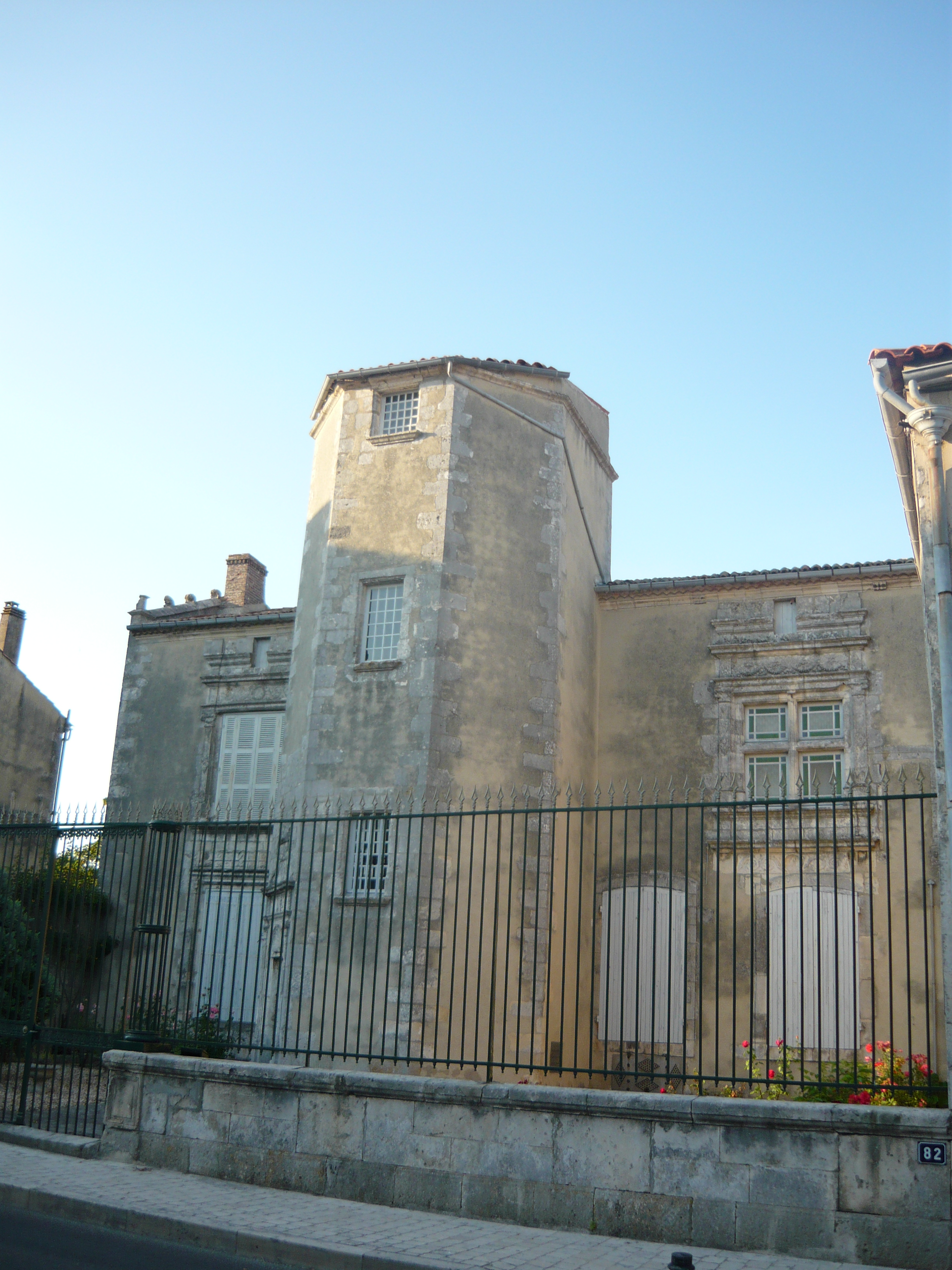
L'Hôtel des Fermes, unique témoin de la Renaissance à Marennes, était également appelé le logis de Marennes.

Ainsi, dans les rues de cette cité prospère, les gens de robe, les notaires et les greffiers côtoient tout aussi bien les marchands du sel et autres négociants, les mariniers et les maîtres de navires qui y ont fait établir de belles demeures dont la plus connue est le logis de Marennes qui abritera plus tard le siège des notaires. La vie intellectuelle est enrichie par la présence d'un imprimeur protestant à partir de 1563.
La cité qui est bien bâtie autour de son église, surnommée en temps de guerre le fort, et de la place des Aires, d'origine médiévale, est pavée comme une ville. Pourtant, Marennes n'est pas dotée du statut de ville, ne disposant pas d'une municipalité et n'ayant pas de remparts. Elle demeure un gros bourg actif que domine la flèche de son clocher-amer avec probablement 4 000 habitants dans l'ensemble de sa paroisse qui comprenait à cette époque le gros village de sauniers de Bourcefranc et les ports de Châtain et du Chapus.
Cette châtellenie populeuse s'est enrichie principalement par la production et la commercialisation du sel et, avec cette richesse accumulée patiemment, elle a diversifié ses activités maritimes pendant le tumultueux XVIe siècle.
Les salines de Marennes ont acquis une grande importance économique et une solide renommée au point que les habitants de Libourne appellent ses habitants les "marennaux" et, par extension, ceux de Bordeaux les nomment "ceux des Isles". Bien que les surfaces consacrées aux marais salants aient commencé à diminuer depuis la fin du siècle précédent comme un peu partout ailleurs sur le littoral charentais, l’exploitation et le commerce du sel demeurent une ressource prépondérante dans l’économie de la ville. Le négoce maritime du sel dont la production est exportée principalement vers l’Angleterre, la Flandre et les pays du Nord est expédiée depuis le site portuaire de Marennes dont l’aménagement avait été entrepris à la fin du Moyen Âge sur le chenal latéral à la Seudre, qui prit le nom de chenal de la Cayenne. Le port du sel de Marennes, avec ses annexes portuaires du Chapus et de Châtain - relevant alors de la paroisse de Marennes -, atteint son apogée vers 1560, date à partir de laquelle Brouage devient le plus grand port du sel avec l’Europe entière.
Grâce au trafic du sel, le cabotage sur la côte saintongeaise se développe remarquablement et le port de Marennes devient de loin le premier port de cabotage des Isles de la Saintonge. Si l'essentiel de son trafic maritime se fait avec Bordeaux et Libourne ainsi qu'avec La Rochelle, quelques maîtres mariniers pratiquent des échanges commerciaux avec d'autres provinces de la France ainsi qu'avec l'Espagne, l'Angleterre et même les Pays-Bas. Le cabotage maritime consiste alors en l'expédition du vin vers la Bretagne, du pastel vers Rouen, les Pays-Bas et l'Espagne ainsi que vers ce dernier pays du papier, du chanvre et des cordes fabriquées dans la manufacture de Marennes. Dans le même temps, Marennes reçoit des briques et des pierres de construction, du charbon de bois, du vin et des étoffes de Bordeaux et de Libourne, mais également de la houille d'Angleterre.
Marennes diversifie ses activités portuaires plutôt que de privilégier la mono-activité du sel. Elle accueille alors un petit chantier de construction navale et une importante corderie pour équiper la marine marchande, celle-ci est créée en 1559 et sera reconnue par le roi Charles IX lors de son séjour à Marennes en 1565. Marennes devient également à partir du début du XVIe siècle un port morutier qui arme pour la pêche à Terre-Neuve et occupera le premier rang dans sa région. Le port de Marennes reçoit en effet des morutiers de Bordeaux et de La Rochelle qui viennent s’approvisionner en sel et y embarquent des marins saintongeais. Ils entretiennent une flotte de terre-neuvas que la proximité des salines spécialise dans la pêche à la morue verte, exigeante en sel, aux campagnes moins longues et moins onéreuses que celles de la pêche à la morue sèche. Cette activité a perduré jusqu’au XVIIIe siècle avec des bateaux de plus de 50 tonneaux composés d’équipages employant jusqu’à 25 hommes.
Toutes ces richesses sont en fait dominées par les bourgeois de La Rochelle et de Bordeaux qui possèdent un très grand nombre de salines et qui contrôlent aussi les activités du cabotage maritime de Marennes et des Isles de Saintonge. Mais des bourgeois de Marennes se sont aussi établis dans la ville et veillent jalousement sur leurs activités qu'ils ont développées et sur leurs intérêts qu'ils sont prêts à défendre si ceux-ci sont remis en cause. Ainsi en a-t-il été lors de la première révolte de la gabelle qui eut lieu en 1542.

### Les révoltes de la gabelle à Marennes
En 1542, le roi François Ier décide d'étendre la gabelle sur les provinces qui, jusque-là, en avaient été exemptées par les souverains anglais et par les rois de France, ses prédécesseurs, et d'appliquer également cette taxe sur les sels exportés. Il en résulta une insurrection générale de toute la région.
L'été 1542, les sauniers de Marennes et ceux de La Rochelle prennent part à ces émeutes en chassant les officiers gabeleurs de leurs villes. Cette première révolte est brève mais décisive au point que le roi se déplace à La Rochelle le 1er janvier 1543 et en ajourne la taxation.
Mais un an après la mort de François Ier, le nouveau roi Henri II décide d'appliquer avec fermeté la gabelle. Les révoltes resurgissent avec une bien plus grande ampleur que la précédente. Commencée à Cozes en 1547, l'insurrection se perpétue au printemps 1548 et donne lieu à la Révolte des Pitaux. Ce mouvement grossit rapidement à partir de la région d’Angoulême et s’étend jusqu’à Bordeaux et Poitiers incluant ceux des "Isles" à partir de l'été. Il finira dans une très sévère répression du maréchal Anne de Montmorency alors que l’abolition de la gabelle avait été annoncée avant son intervention.
Mais ce n'est qu'en 1553 que l'Aunis, la Saintonge et l’Angoumois deviennent des "pays rédimés"" c'est-à-dire exemptés de la gabelle. Ce mouvement a largement profité aux sauniers de Marennes et à son économie locale.
Cependant, ce sont l'adhésion de la ville aux idées de la Réforme protestante, puis les Guerres de religion qui, plus encore, marquent l'histoire de Marennes et de ses habitants.

### La Réforme à Marennes
De bonne heure, Marennes s'est ouverte aux nouvelles idées de la Réforme protestante et une grande partie de la population y a rapidement adhéré.

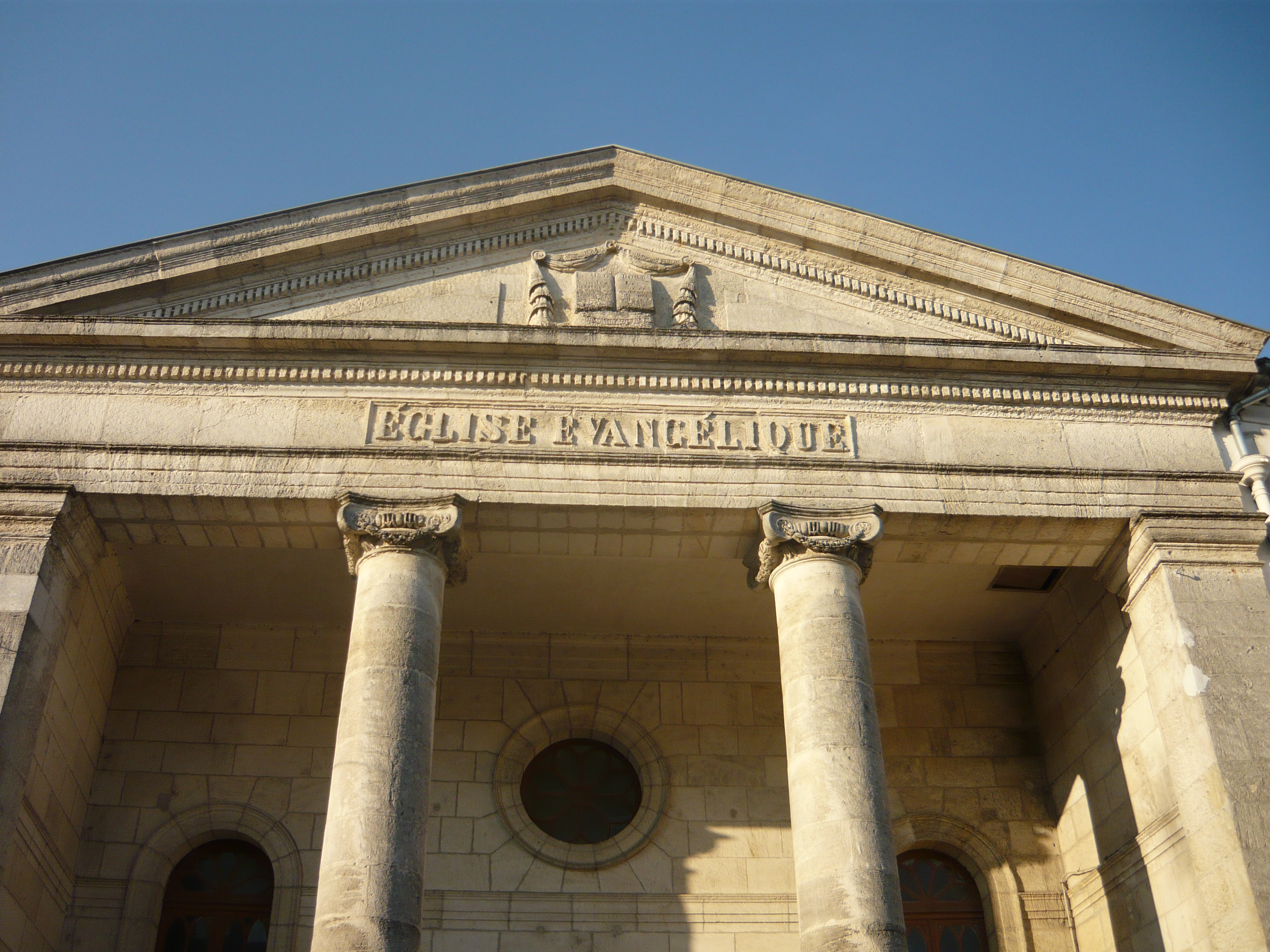
Sur le fronton supérieur du Temple réformé actuel de Marennes est représentée la Bible, symbole de la Réforme à laquelle Marennes adhéra activement.

Le mouvement de la Réforme embrasa dès 1534 l'île d'Oléron, puis le pays des Isles de Saintonge et les propagateurs de la religion réformée ne tardèrent pas à répandre l'Évangile dans la région alentour où Marennes fut une des premières villes touchées. Rapidement, des "actes iconoclastes isolés" ont lieu dans la région et l'église de Marennes est l'objet d'une profanation en 1546. Malgré la répression qui s'ensuit immédiatement, la ville adhère au nouveau mouvement religieux qui se répand rapidement dans les provinces d'Aunis, de Saintonge et d'Angoumois.
Dans le tournant des années 1550, la majorité de la population de Marennes est convertie à la Réforme et les nouveaux convertis se réunissent dans une salle seigneuriale dans la ville.
Dès 1557, Marennes reçoit la première imprimerie de toute la Saintonge où Barhélémy Berton, un typographe protestant particulièrement zélé pour la diffusion de l'Évangile, publiera un très grand nombre de Nouveaux Testaments et des psaumes ainsi que des ouvrages de théologie et de propagande de Jean Calvin portant tous l'insigne calviniste "Povreté empesche les bons espritz de parvenir". Son atelier va considérablement contribuer à faciliter l'évangélisation des bourgs et des campagnes de la Saintonge et il recevra de nombreuses fois la visite de Bernard Palissy qui fera éditer par ses soins le Recepte Véritable. Mais lorsque les Guerres de religion surgiront et que les troupes catholiques s'empareront manu militari de Marennes, Barthélemy Berton quittera Marennes pour La Rochelle en mai 1563 où il établira une nouvelle imprimerie protestante.
Lors de l'inauguration d'un premier temple en 1558, les protestants de Marennes accueillent leur premier pasteur, Charles de Clermont dit La Fontaine ou Lafontaine. Ce dernier qui a reçu une solide formation à Genève a également été le premier pasteur de La Rochelle y exerçant son ministère pendant quelques mois en 1557. Après son installation à Marennes, il poursuit l'œuvre d'évangélisation de Philibert Hamelin considéré comme "l'apôtre de la Saintonge" et fait "dresser" plusieurs églises réformées dans le pays des Isles de Marennes. En fait, le pasteur Lafontaine avait été aussi envoyé à Saintes en 1557 pour succéder à Philibert Hamelin qui fut comme lui pasteur formé à Genève mais qui mourut supplicié cette année-là dans la capitale de la Saintonge. A Saintes, il eut comme disciple renommé Bernard Palissy. Ce dernier fera de nombreux allers-retours entre Saintes et Marennes quand la pasteur Lafontaine sera fixé dans cette dernière ville. Sous l'influence de cet illustre pasteur, Marennes va devenir un des hauts lieux de l’organisation du Protestantisme charentais en participant activement au « Colloque des Isles » et au premier synode réformé clandestin qui rassembla des pasteurs venus de la France entière et qui eut lieu à Paris en mai 1559.
Cependant, la ville va connaître de nombreux affrontements quand surgira la sombre période des Guerres de religion qui a durement affecté les provinces d'Aunis et de Saintonge pendant près de quarante années.

### Marennes dans la tourmente des Guerres de religion
Marennes est alors une cité fortifiée avec son château et son enceinte que domine le clocher gothique de l'église, et elle est entourée de fossés profonds. Pendant ces temps agités, la ville va servir successivement de citadelle et de refuge aux deux partis en lice mais elle n’échappera pas pour autant aux pillages et à la destruction. Elle devient alors le théâtre d’un enjeu important à cause de sa trop grande proximité de Brouage, alors bastion catholique. La cité représente en effet une certaine menace pour le port de Brouage car elle commande un passage stratégique, le « pas de Marennes », qui mène au "plus beau havre du royaume".
Tout d'abord, après le massacre de Wassy qui déclenche la première Guerre de religion en mars 1562 et après le sac de Saint-Jean-d'Angély qui eut lieu en mai 1562 par les Réformés, Marennes sera occupée fermement par les troupes catholiques du duc de Montpensier qui s'emparera également de l'île d'Oléron et d'Arvert où les pasteurs de ces lieux s'enfuirent en Angleterre. 

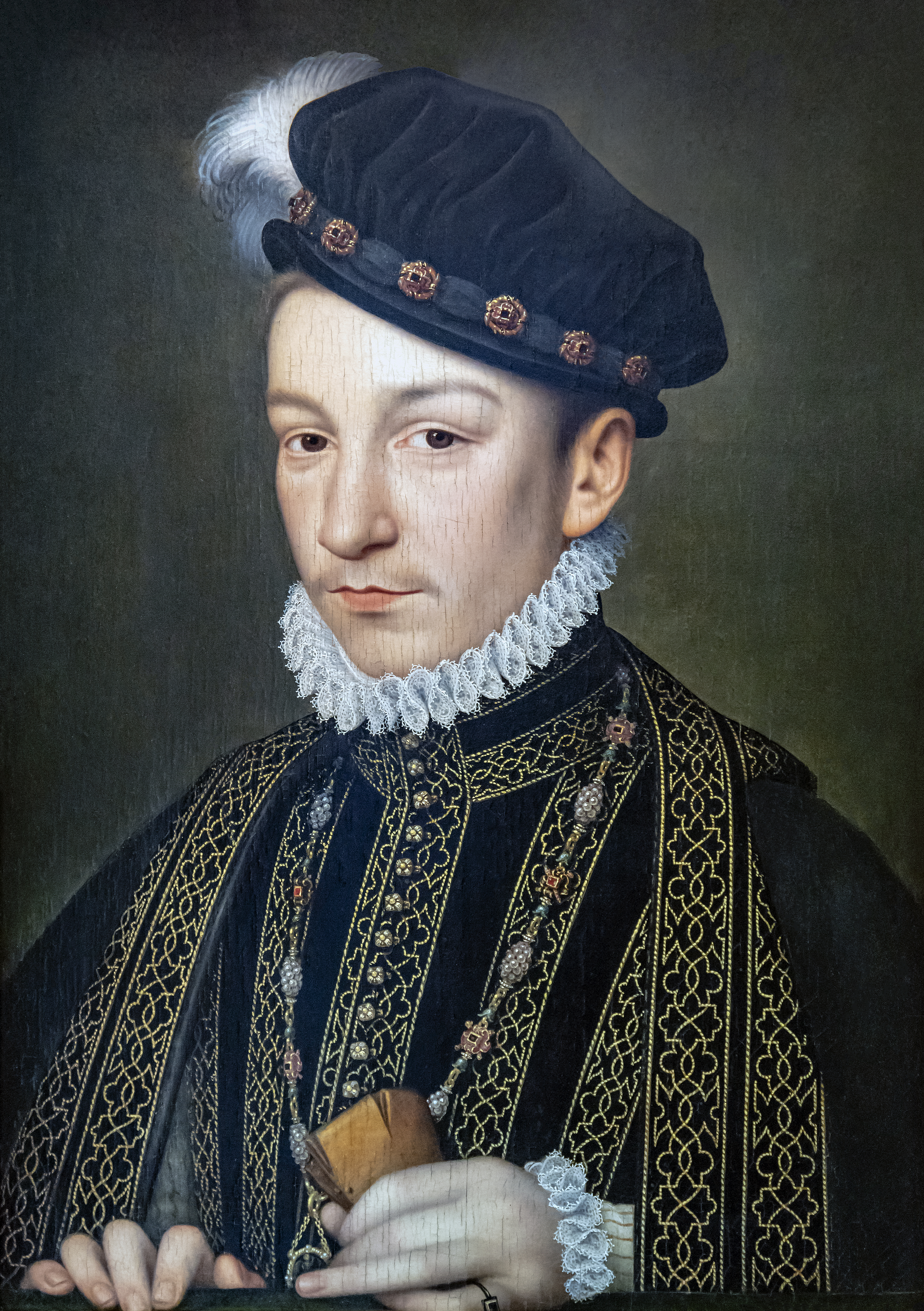
Le roi Charles IX a visité Marennes en septembre 1564 et en même temps Brouage.

Après la paix d'Amboise du 19 mars 1563, Marennes reste aux mains des Catholiques qui ont pacifié la région, et la ville sera pendant quelques années à l'écart des troubles religieux qui perdurent notamment à La Rochelle. Lors du Tour royal de France, la cité eut les honneurs de la visite du roi Charles IX qui y séjourna du 3 au 7 septembre 1565 où sa cohorte royale était composée entre autres de la reine-mère Catherine de Médicis et du duc d'Anjou. Il visita également Brouage qui venait de faire l'objet d'une transaction avec le sire de Pons, Jacques baron de Mirambeau, et qui se nommait alors Jacopolis.
Mais cette pacification du pays des "Isles de Marennes" a été bien précaire et la ville va connaître de nouveaux soubresauts qui vont être particulièrement violents. Ainsi, pendant une décennie, de 1567 à 1577, Marennes va subir plusieurs affrontements sanglants.
En 1567, lors de la deuxième Guerre de religion, la ville est aux mains des Calvinistes mais elle va être assiégée, puis conquise par les troupes catholiques menées par Blaise de Montluc qui s’était également emparé de Brouage ainsi que des îles de Ré et d’Oléron pour s’assurer le contrôle des pertuis charentais.
En mars 1568, la paix de Longjumeau suspend brièvement les hostilités. Cette même année, La Rochelle adhère au parti Protestant sous la houlette du prince de Condé qui va réorganiser la lutte protestante sur terre et sur mer. À l'automne 1568, les protestants de Marennes se rallient aux armées du prince de Condé qui s'est constitué un véritable État protestant autour de La Rochelle. Les Rochelais y fixent alors une garnison protestante et les Marennais participent aux opérations militaires et navales du prince de Condé dans la mer des pertuis. A Marennes, les catholiques se retranchent alors dans l'église qui est transformée en citadelle. À la fin du conflit, l'église prieurale a subi de si graves dommages que la destruction de sa nef sera ordonnée en 1602. Seul le clocher-porche, haut de 85 mètres, témoigne de l'importance de l'édifice initial et de sa solidité.
Mais, après la mort du prince de Condé à la bataille de Jarnac le 13 mars 1569, les troupes catholiques reprennent l'avantage sur le camp réformé. À l'automne 1569, un certain Puytaillé l'aîné, lieutenant du roi Charles IX, après avoir délogé les mercenaires Allemands installés à Brouage à la solde des protestants de La Rochelle, s'empare de Marennes et la soumet, puis met le siège devant Saint-Jean-d'Angély avant la venue des troupes royales.
En juillet 1570, les troupes calvinistes reprennent Marennes sans difficulté et s'emparent le 11 juillet 1570 de Brouage après huit jours de siège. En août de cette même année, la paix de Saint-Germain qui scelle la quatrième Guerre de religion accorde quatre places de sûreté dont La Rochelle. Le parti Protestant contrôle pratiquement la totalité des deux provinces d’Aunis et de Saintonge. Marennes redevient alors un fief protestant ainsi que toute la région dont Soubise, Arvert et l’île d’Oléron.
Cependant, à l'automne 1570, Puytaillé l'aîné qui avait assiégé un an plus tôt la ville attaque de nouveau Marennes et s'en empare par surprise, puis démantèle la garnison protestante au fort de Saint-Jean-d'Angle avant de mettre à nouveau le siège devant Brouage. Les troupes calvinistes ne tardent pas à réagir. Celles-ci, conduites par un des chefs protestants, René de Rohan, s'emparent sans peine de Marennes et de ses environs et se rendent maîtres de la ville pendant plusieurs années.
Après le massacre de la Saint-Barthélemy qui eut lieu dans la nuit du 24 août 1572, le conflit qui opposait les deux partis religieux reprend de plus belle mais Marennes se trouve à l'écart de cette tourmente.

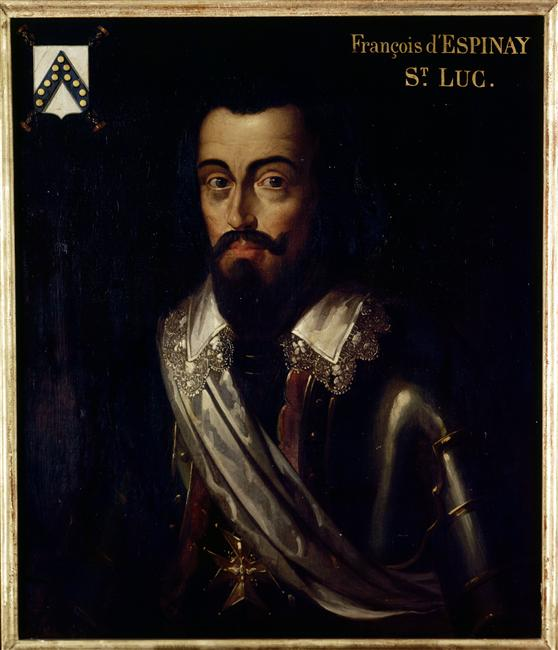
François d'Espinay de Saint-Luc fut gouverneur de Brouage dont les Rochelais et les Marennais firent couler le havre en 1585.

En 1577, le site de Brouage, alors sous contrôle protestant, est de nouveau assailli par les catholiques sous les ordres du duc de Mayenne qui finit par s’en emparer. À partir de cette date, Marennes passe aux mains des catholiques et la ville connait une certaine accalmie.
Mais, pendant la huitième et dernière guerre de religion, alors que la Saintonge est acquise au pouvoir catholique, survient un événement marquant dans la région. En 1578, Brouage fait l’objet d’une tractation entre le roi de France et François de Pons qui en était le seigneur. Le roi Henri III échange contre la terre et seigneurie de Mortagne-sur-Gironde la place de Brouage pour en faire un des premiers ports de guerre du royaume. Ceci donne lieu au siège de Brouage par les Rochelais en 1585, et l'année suivante, le gouverneur François d’Espinay de Saint-Luc ne peut empêcher le Prince Henri de Condé, aidé par des aventuriers marennais, de faire couler vingt-et-un navires chargés de lest à l’endroit le plus étroit du chenal, qui dès lors va s’envaser inexorablement. Cette opération militaire a précipité durablement le déclin du plus grand port de l’époque, déclin qui a favorisé en grande partie l’essor de Marennes. Celle-ci va devenir au siècle suivant le siège d’une amirauté au profit de Brouage.
Il est vrai que les événements des Guerres de religion ont apporté un sérieux coup de frein à l’économie locale et la ville a subi de graves destructions. Mais, dans la dernière décennie du XVIe siècle, Marennes se relève de nouveau de ses ruines et remet prioritairement en état les salines.

### Marennes auXVIIesiècle: reconquête catholique et persécutions protestantes

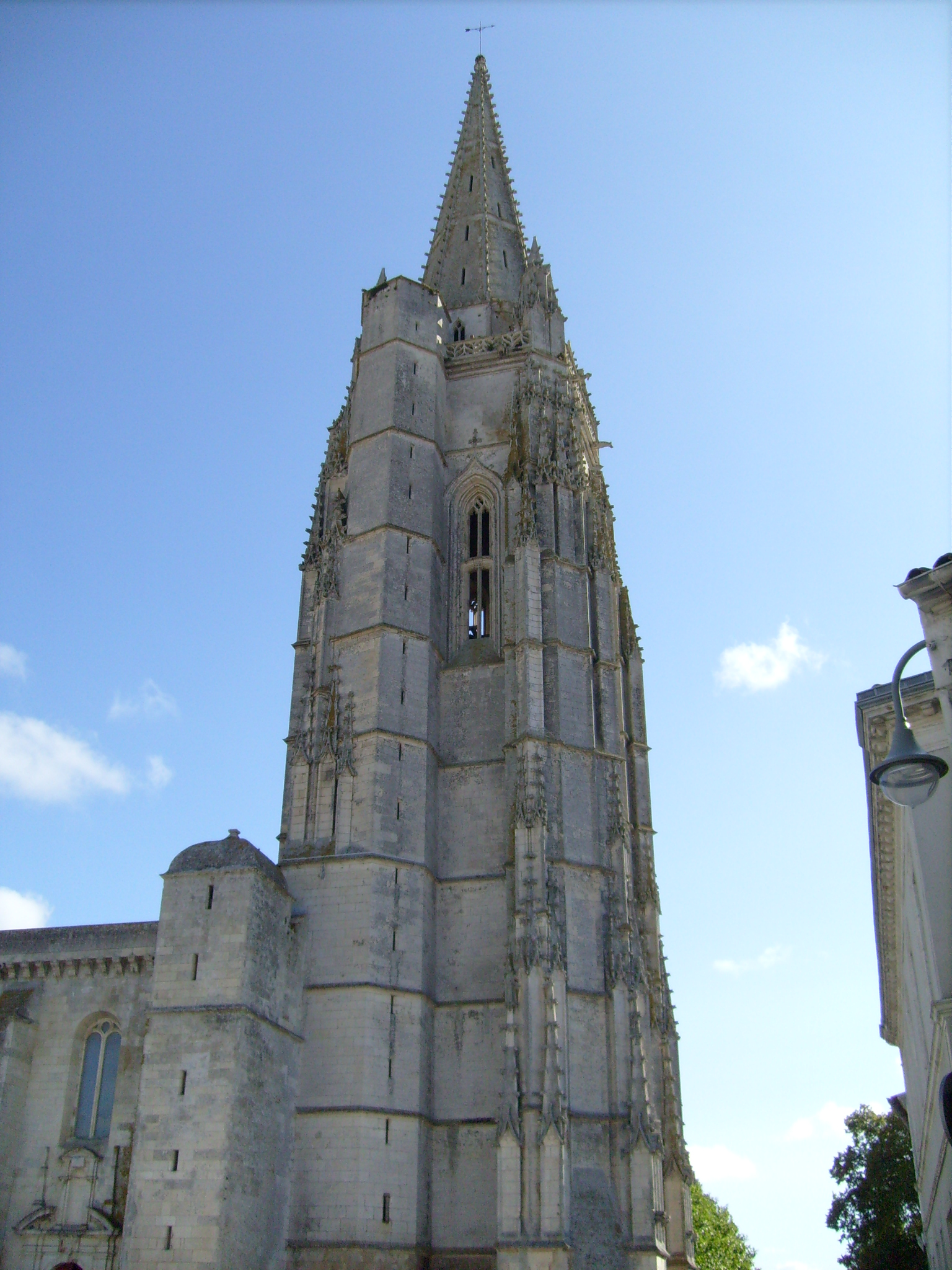
Seul le clocher-porche de l'église Saint-Pierre-de-Sales de Marennes a échappé aux destructions des Guerres de religion.

Comme symbole de la prospérité retrouvée, la ville reconstruit une seconde fois son église dont la nef est totalement ruinée.
Propriété de l'abbaye de Saintes, les abbesses se chargeront de faire entièrement restaurer ce remarquable édifice qui, pendant les guerres de religion, avait servi de citadelle et était surnommé « le fort ». Démolie en 1600, celle-ci est rebâtie en 1602. En fait, les travaux de reconstruction sont achevés en 1638. Cette restauration ne s'est pas faite à la hâte mais dans un souci des proportions et des équilibres qui en fera un des plus beaux édifices religieux du département. La nef avec ses larges galeries et sa belle charpente, d'une hauteur de quinze mètres, domine de 5,50 mètres les voûtes des collatéraux et a une largeur d'environ 21 mètres. Seul le clocher-porche a été préservé pendant tout le temps des hostilités et demeure le plus haut clocher de tout le littoral du département avec sa hauteur impressionnante de 85 mètres. Il servit pendant encore longtemps d'amer pour les navires qui cinglaient dans les eaux dangereuses du pertuis de Maumusson ou dans celles plus calmes de l'estuaire de la Seudre.
Dans le même temps, la communauté protestante de Marennes bénéficiant des bienfaits de l'édit de Nantes de 1598 fait construire un temple « fort beau et fort grand » en 1600 au centre de la ville.
Après l'assassinat du roi Henri IV le 14 mai 1610, les Protestants sont confrontés à la Contre-Réforme qui ne tarde pas à s'appliquer à Marennes. Afin de regagner la population à la religion catholique, les autorités favorisent l'implantation de divers ordres religieux qui y édifient des écoles et des couvents à partir de 1619, date à laquelle s'implante l'ordre des Cordeliers. Ils sont suivis à partir de 1628 par les récollets puis, beaucoup plus tard, par les jésuites où ceux-ci y établiront un collège et une chapelle en 1664. Ces derniers seront chassés de la ville en 1762.
Pendant les quelques années troublées de La Fronde, Marennes se soulève en 1650 contre l'autorité du royaume conduite alors par le Cardinal de Mazarin et soutient ouvertement le prince de Condé, dit le Grand Condé. Après sa libération, ce dernier s'est établi à Tonnay-Charente où il occupe le site du château et a l'adhésion de toute la Saintonge, de La Rochelle et de l'Aunis, et même du Poitou et de la Guyenne. Mais après la défaite du Grand Condé par le comte d'Harcourt à Tonnay-Charente, puis son arrestation à Cognac le 15 novembre 1651, les troupes royalistes ramènent progressivement l'obéissance et l'ordre à Marennes et dans toute la Saintonge.

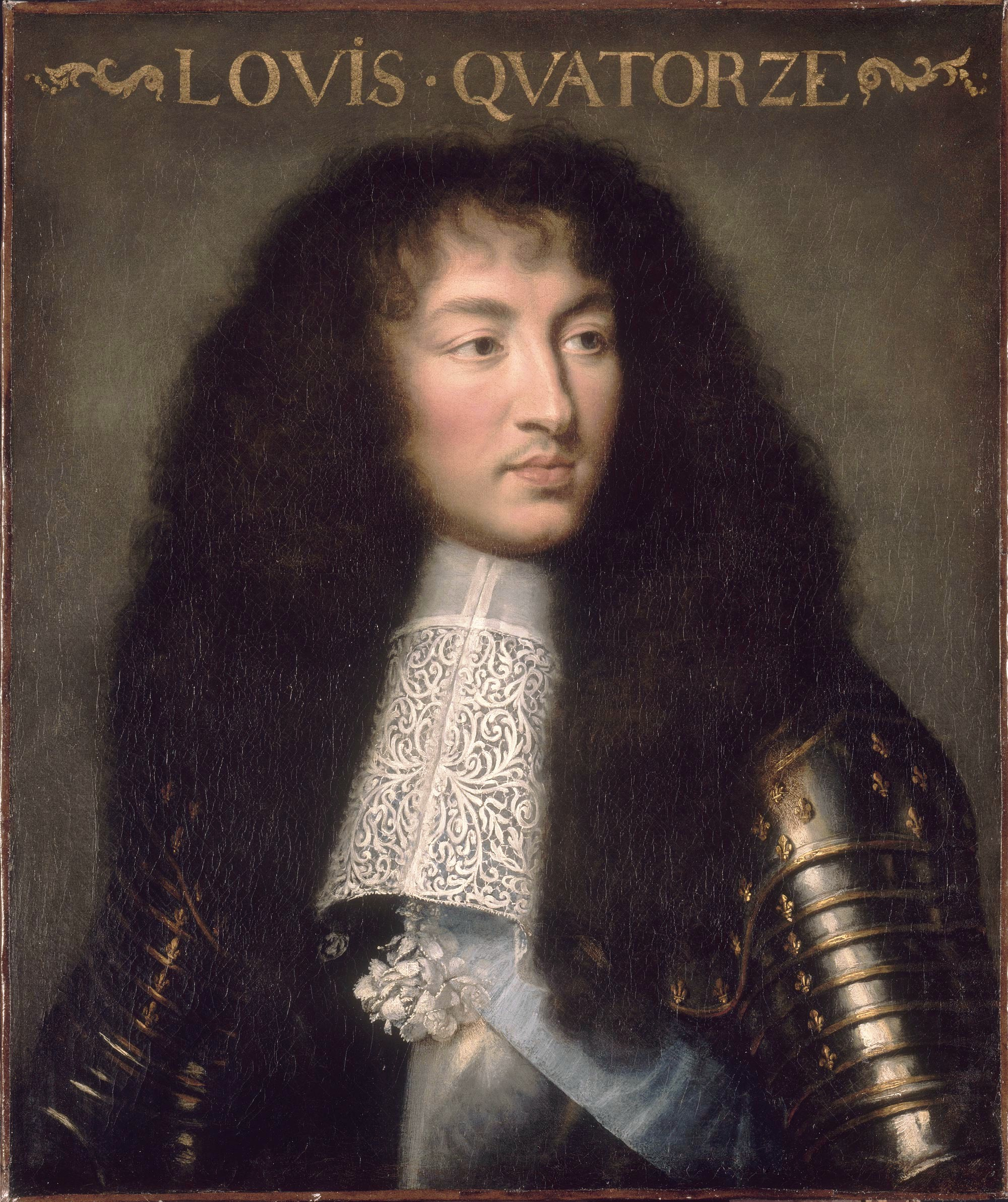
Louis XIV en 1661 par Charles Le Brun. Il a 22 ans quand il visite Marennes le 30 juin 1660.

Marennes verra en ce siècle le passage du roi Louis XIV, alors jeune régent âgé de 22 ans, accompagné du cardinal de Mazarin, lors de leur court séjour en Saintonge fin juin 1660. Pendant sa brève visite des lieux, il ira également à Brouage et dans l'île d'Oléron et y dormira avant de repartir le lendemain pour Saint-Jean-d'Angély où l'attendent les reines. Un an plus tard, Louis XIV décide de prendre réellement le pouvoir en devenant monarque absolu. Son règne aura des conséquences néfastes pour les Protestants.
En effet, les Réformés de la ville et de la région connaissent durant la Monarchie absolue du "Roi Soleil" bien des vexations et des privations qui trouveront leur aboutissement dans la Révocation de l'édit de Nantes de 1685. Un an plus tôt, le culte réformé est interdit à Marennes et le temple est démoli le dimanche 2 novembre 1684, "jour de deuil et de douleur".
Avant que la révocation de cet édit ne soit appliquée, les Protestants de Marennes avaient déjà commencé à quitter la ville, à l'instar de ceux de la vallée de la Seudre, pour s'exiler dans les "pays du refuge" qui étaient alors l'Angleterre, les Pays-Bas, puis les États-Unis d'Amérique. Ce mouvement d'émigration des Réformés charentais aurait commencé dès 1665.

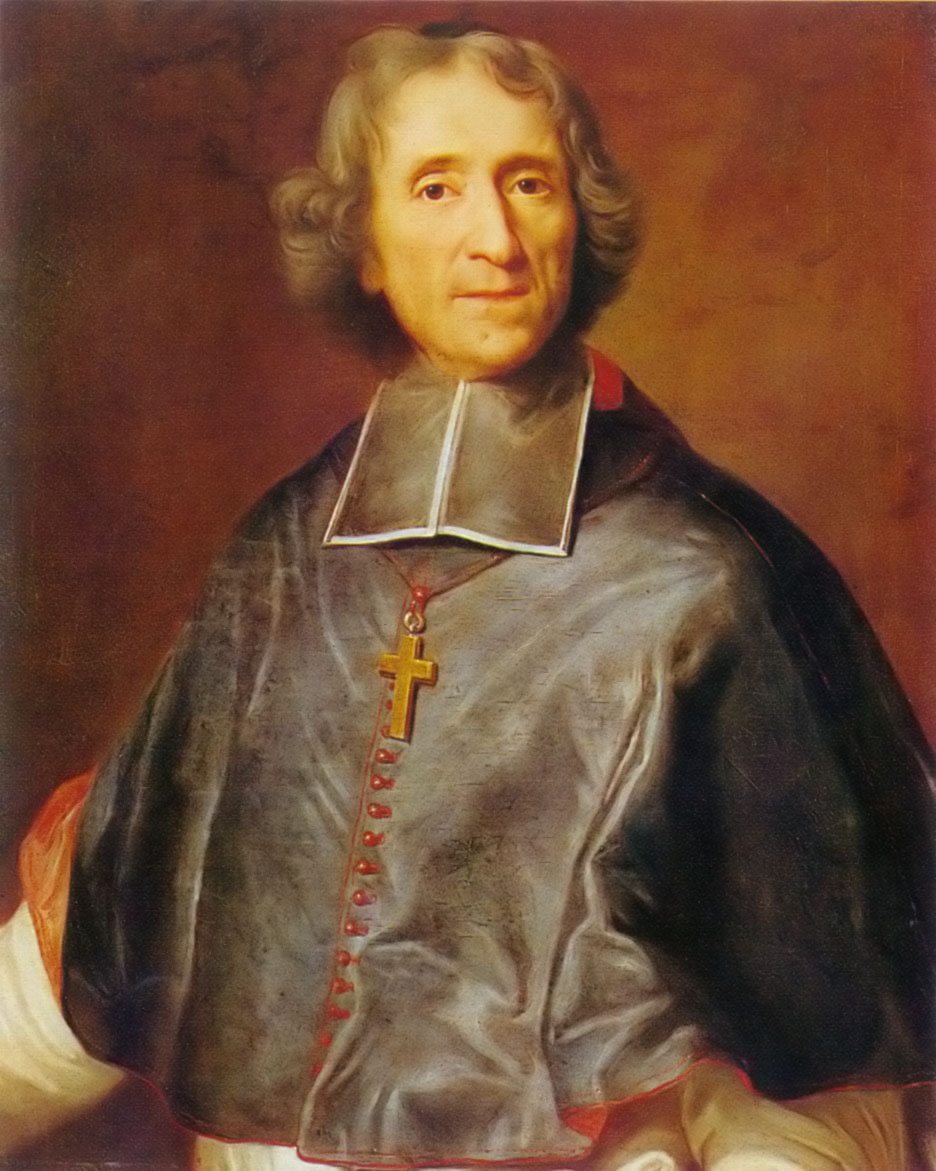
Fénelon a séjourné à Marennes dans le courant de l'année 1686 afin de convertir les Protestants de la ville au catholicisme.

À partir de décembre 1685, Fénelon séjourne dans le Pays des Isles de la Saintonge et y demeurera deux années. Pendant ce temps, il s'installe quelques mois à Marennes, puis réside à La Tremblade, essayant de convertir par la prédication ceux de la R.P.R. au catholicisme.
Après son départ dont la mission n'a fait qu'ajourner l'exil des protestants, le mouvement d'émigration des « religionnaires » reprend de plus belle dès 1688 mais avec une plus grande ampleur. Il se perpétuera jusqu'au début du XVIIIe siècle affectant en particulier les bourgeois de la ville, les marchands et les sauniers de Marennes. Dans un rapport qui décrit la situation économique et sociale de la Généralité d'Aunis et de Saintonge, l'intendant Bégon déplorera ces pertes importantes de population estimées à un tiers de l'ensemble de sa généralité "pour cause de religion". Pendant ces trente années d'"évasion des religionnaires" où Saujon s'est vidée de plus d'une centaine de familles et où La Tremblade a perdu 620 habitants dans un bourg qui n'en compte à peine 2 000, Marennes a dû enregistrer une perte de population dans les mêmes proportions, soit vraisemblablement un tiers de sa population.
Cependant, cette véritable catastrophe démographique qui a affecté tout le pays des Isles de la Saintonge dont fait partie Marennes sera compensée par l'immigration massive et volontaire des habitants du Poitou, de l'Anjou et de la Bretagne, tous d'obédience catholique, et qui relèveront l'économie d'une région en net déclin à la fin du XVIIe siècle.

### Marennes, une ville prospère auXVIIIesiècle
Dès le début du XVIIIe siècle, Marennes renoue avec la prospérité. La ville doit cette fortune au rétablissement des salines et à l'expédition du sel dans toute l'Europe du Nord (Angleterre, Hollande, pays scandinaves) ainsi qu'à son port. Marennes est en effet un des principaux ports morutiers de la Seudre qui arme pour Terre-Neuve et fait travailler toute une population de pécheurs dans ses sécheries et salaisons de morues. La ville accueille des chantiers navals et des charpenteries navales pour l'armement de nombreux bateaux destinés aussi bien à la pêche qu'au trafic colonial.
Une bourgeoisie urbaine et active se forme, composée de riches armateurs qui possèdent plusieurs navires au long cours, de banquiers, de négociants et de gens de robe. Parmi ceux-ci se trouvent majoritairement des Protestants qui, par leur influence et leurs réseaux tissés avec les pays du refuge avec lesquels ils ont pu nouer de solides relations commerciales et financières, ne sont pas inquiétés par les pouvoirs en place. Ils sont devenus des acteurs majeurs de la ville qu'ils ont contribué à enrichir et embellir.
La ville est dotée d'administrations royales, obtenant en 1702 le siège de l’Amirauté de Saintonge, auparavant fixé à Brouage, et le bureau des Fermes, c'est-à-dire des impôts. Si Marennes a perdu son présidial en 1666 dont le somptueux bâtiment était situé sur la place des Aires qui deviendra plus tard la place Chasseloup-Laubat, elle abrite en compensation l'une des cinq sénéchaussées de la Saintonge et est le siège de l'une des cinq Élections de la Généralité de La Rochelle. Elle devient alors l'une principales cités de la Saintonge avec Saintes, Saint-Jean-d'Angély et Tonnay-Charente.

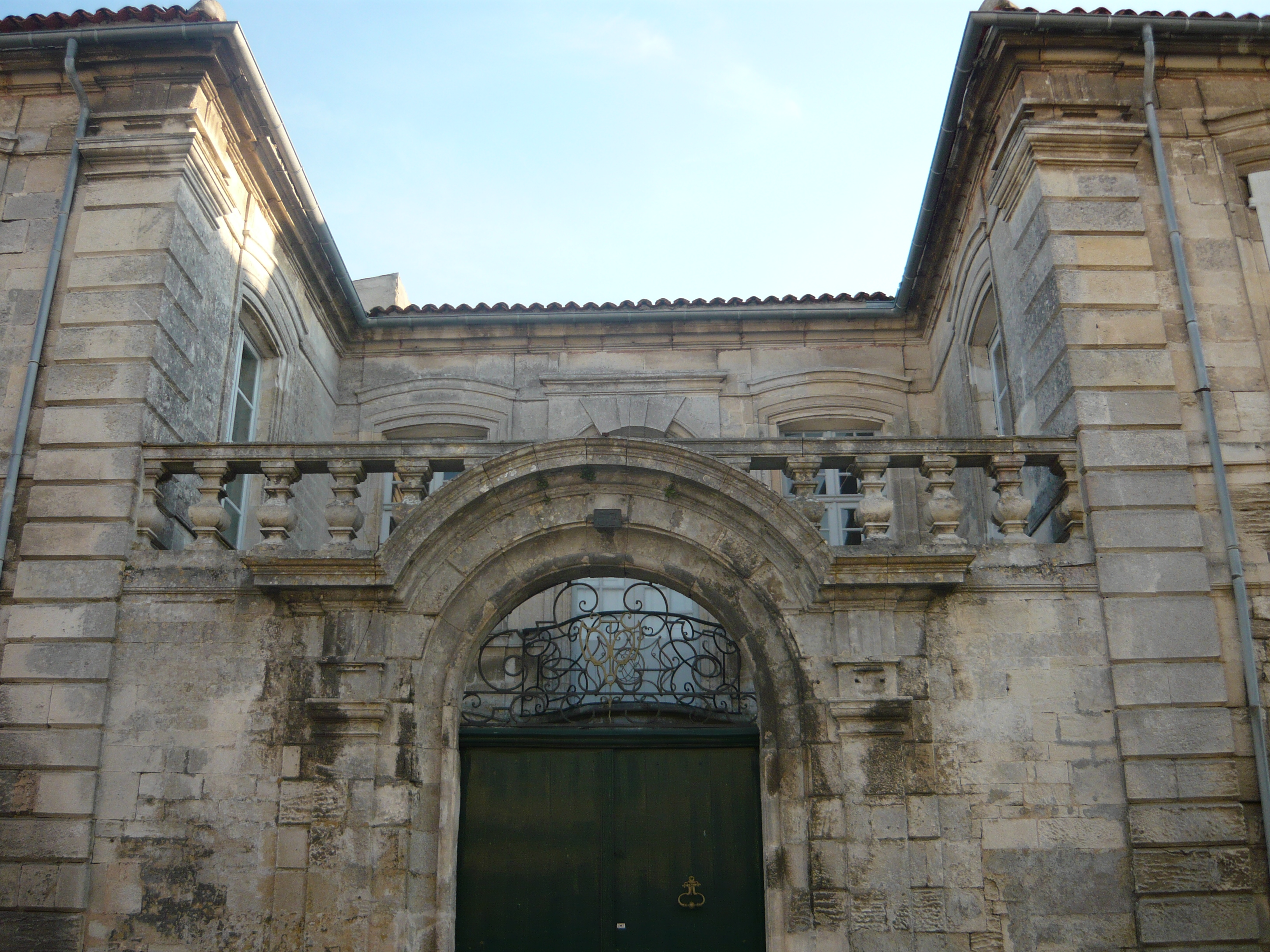
Pendant les, Marennes se couvre de remarquables édifices et de beaux portails d'entrée, signes de son opulence.

Le XVIIIe siècle est véritablement une période de développement économique pour la ville qui s'accompagne d'une transformation urbanistique de son centre. C'est en effet durant le siècle des Lumières que Marennes se couvre de somptueux et élégants hôtels particuliers, dont certains sont encore visibles aujourd'hui, notamment dans le secteur piétonnier et dans l'actuelle place de Chasseloup-Laubat. Quelques-uns de ces beaux édifices sont précédés de portails d'entrée typiques de ce siècle. Cette splendeur architecturale est le reflet d'une bourgeoisie locale qui vit dans l'opulence grâce au négoce du sel, de la marine marchande et aux administrations royales. 

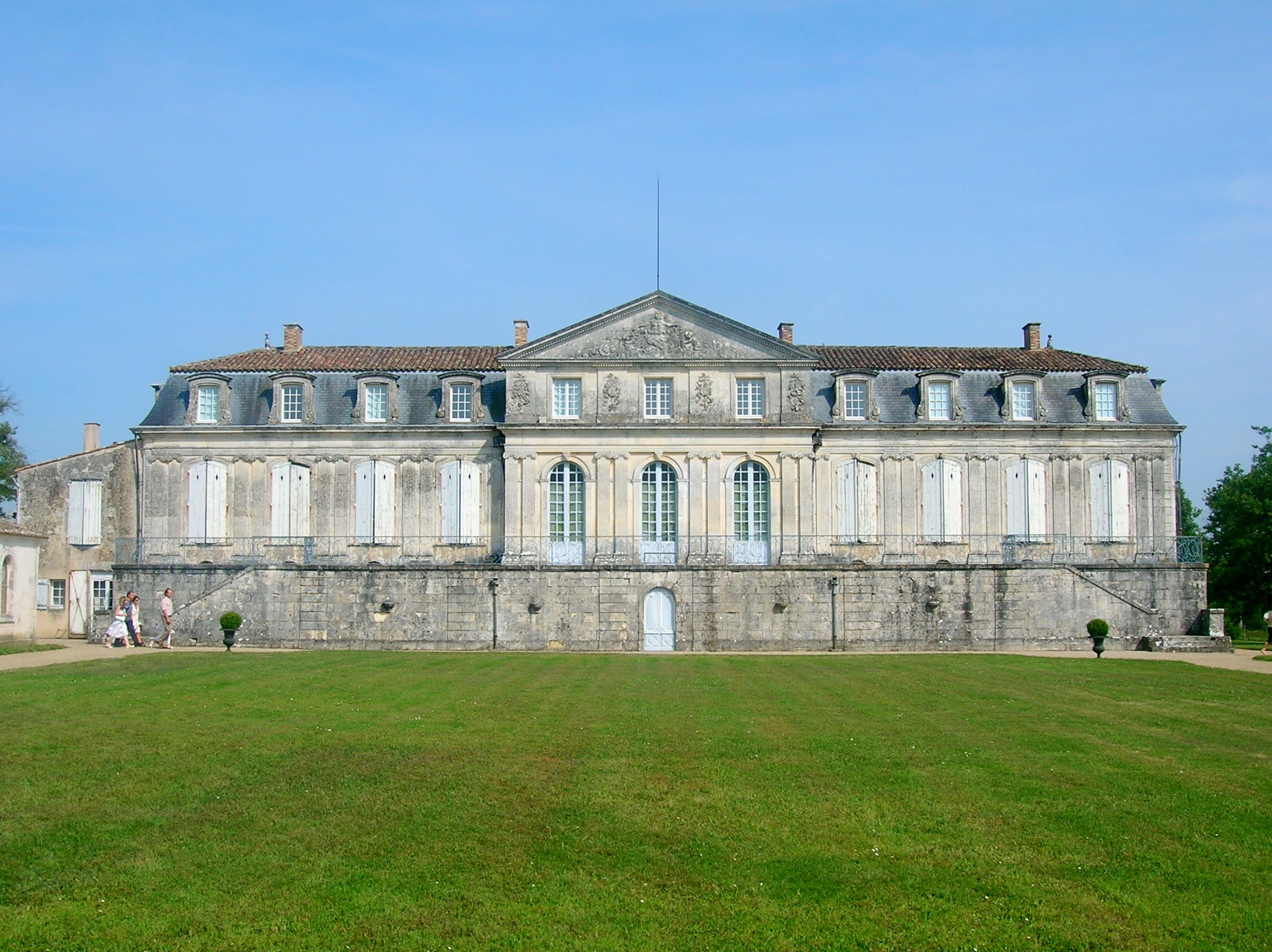
Le château de La Gataudière qui succède à un modeste logis médiéval a été érigé en 1749.

Par ailleurs, c'est en 1749 que la ville voit édifier à ses portes le beau château de la Gataudière dont les fondations reposent sur d'anciennes bases d'origine médiévale. Son illustre propriétaire, François Fresneau de la Gataudière, en a dressé lui-même les plans. Il a fait transformer le modeste logis médiéval en une belle et spacieuse demeure aux toits mansardés, sise au milieu d'un parc arboré qui s'étend sur vingt hectares. Botaniste du roi Louis XV, mais également ingénieur, il a fait la découverte lors d'un voyage en Guyane de l'hévéa, plus connu aujourd'hui sous le nom d'arbre à caoutchouc. Après en avoir trouvé les propriétés particulières et inventé son application industrielle, il sera surnommé le père du caoutchouc. Fait beaucoup plus méconnu, Fresneau fait partie de ceux qui sont parmi les tout premiers à avoir acclimaté la pomme de terre en France et, en particulier, en Saintonge.
Enfin, les richesses de l'Abbaye-aux-Dames de Saintes qui demeure toujours propriétaire de vastes salines dans la paroisse de Marennes lui permettent d'envisager de nouveaux travaux à l'église Saint-Pierre-de-Sales. Deux chantiers sont engagés dès la seconde moitié du XVIIIe siècle et vont porter principalement sur la consolidation de la nef. Alors que le chœur et le sanctuaire de l'édifice avaient été reconstruits au siècle précédent, en 1635 et terminés trois années plus tard, ils furent voutés en 1750. Puis, de 1769 à 1770, la nef et la tribune de l'église sont définitivement construites et n'ont plus subi de modifications par la suite.
Vers la fin de l'Ancien Régime et durant l'intendance de Guéau de Reverseaux, Marennes va bénéficier de quelques améliorations de ses communications routières lui permettant de rompre petit à petit son isolement géographique. La ville est désormais intégrée au réseau routier des provinces d'Aunis et de Saintonge où elle est accessible par des routes de deuxième classe la reliant directement à Saintes via Nancras et à Rochefort via Brouage. C'est également grâce à cet intendant énergique que le Marais de Brouage va connaître quelque aménagement dont la construction du canal de Mérignac en 1782 qui sépare alors les paroisses de Marennes et de Hiers, ce canal succédant au chenal de l'Épinette et qui était franchi par un petit pont, le pont de un denier.
Malgré une certaine fébrilité qui anime la petite ville et l'accumulation de richesses détenues par une poignée de bourgeois et de nobliaux, Marennes va entrer dans les heures agitées de la Révolution française et connaîtra bien des remous.

### Marennes pendant la Révolution
Lorsque survient la Révolution française en 1789, Marennes va connaître des heures agitées. Cependant, la ville est choisie, lors de la création du département de la Charente-Inférieure en mars 1790, pour être un chef-lieu de district.
En octobre 1790, un évènement vint troubler les environs immédiats de la ville par l'intrusion de quatre soldats de la Garde nationale gagnés par la fièvre révolutionnaire. Ces derniers vinrent s'en prendre directement au châtelain du château de Touchelonge, résidence de la noblesse marennaise depuis le XVIe siècle située au nord de Marennes et à proximité du village du Breuil. D'ailleurs, localement, les habitants de Marennes désignaient les châtelains de Touchelonge comme ceux de la "Cour du Breuil" en raison aussi de leur style de vie nettement ostentatoire. Les soldats endommagèrent le château. Ce fut le premier acte grave de destruction des biens connu à Marennes pendant la Révolution.
Par un décret du 16 mars 1791, l'Assemblée nationale autorise le Directoire et le district de Marennes à acquérir l'ancien Couvent des Récollets afin d'y placer le Tribunal et les prisons, les services de la mairie de la sous-préfecture. Les bâtiments conventuels subiront de nombreux réaménagements par la suite.
L'un des premiers maires de la nouvelle commune - Marennes n'est alors plus une paroisse - et député de la Charente-Inférieure, Jean-Jacques Bréard-Duplessis, est membre du redoutable Comité de salut public. Il démissionna de ses fonctions le 5 juin 1793.
Dans la période répressive de la Terreur où, dès l'automne 1793, le christianisme est décrié avec véhémence et où nombre d'églises sont fermées, d'autres saccagées ou dépouillées, Marennes reçoit la visite des « apôtres de la raison », Lequinio et Laignelot qui sont passés aussi à Rochefort. Ceux-ci veulent introduire dans la ville le "culte de la raison". À Marennes, ils dénoncent dans de grands discours philosophiques les superstitions religieuses mais ils sont à peine écoutés et leurs discours seront sans suite.
Pendant la Révolution française, le château de la Gataudière ne subira pas de dommages et son illustre personnage, Charles-Jean Baptiste Fresneau, unique fils survivant de François Fresneau de la Gataudière surnommé le Père du caoutchouc, ne sera pas non plus inquiété. Ce qui est un fait assez exceptionnel dans le département. Cependant, c'est après sa mort le 6 nivôse an III, que le château passe aux mains des Chasseloup et, avec lui, disparaît le nom des anciens propriétaires.

## LeXIXesiècle: le siècle du triomphe de l'ostréiculture moderne

### Marennes pendant la première moitié duXIXesiècle, une ville en déclin
Marennes pendant le Premier Empire
Dès le début du XIXe siècle, inauguré par le Premier Empire, Marennes est confirmée dans son rôle de sous-préfecture lors de la refonte de la carte administrative en 1800 par Napoléon Ier. Mais, pendant les sombres années de l'Empire, la ville entre dans un véritable déclin.
En effet, le commerce maritime fonctionne au ralenti. Quelques navires neutres réussissent à maintenir, à un niveau réduit, l’approvisionnement en denrées coloniales et l’exportation de produits locaux. En 1804, Marennes figure avec La Rochelle et Rochefort parmi les 16 ports autorisés à exporter des grains, lorsque les prix baissent sur le marché intérieur. Mais à partir de 1807, le blocus anglais se durcit sur les pertuis charentais et entraîne une stagnation générale des activités. La pêche à la morue a été abandonnée. En 1810, il ne reste plus que trois négociants à Marennes dont les affaires végètent et menacent de disparaître.

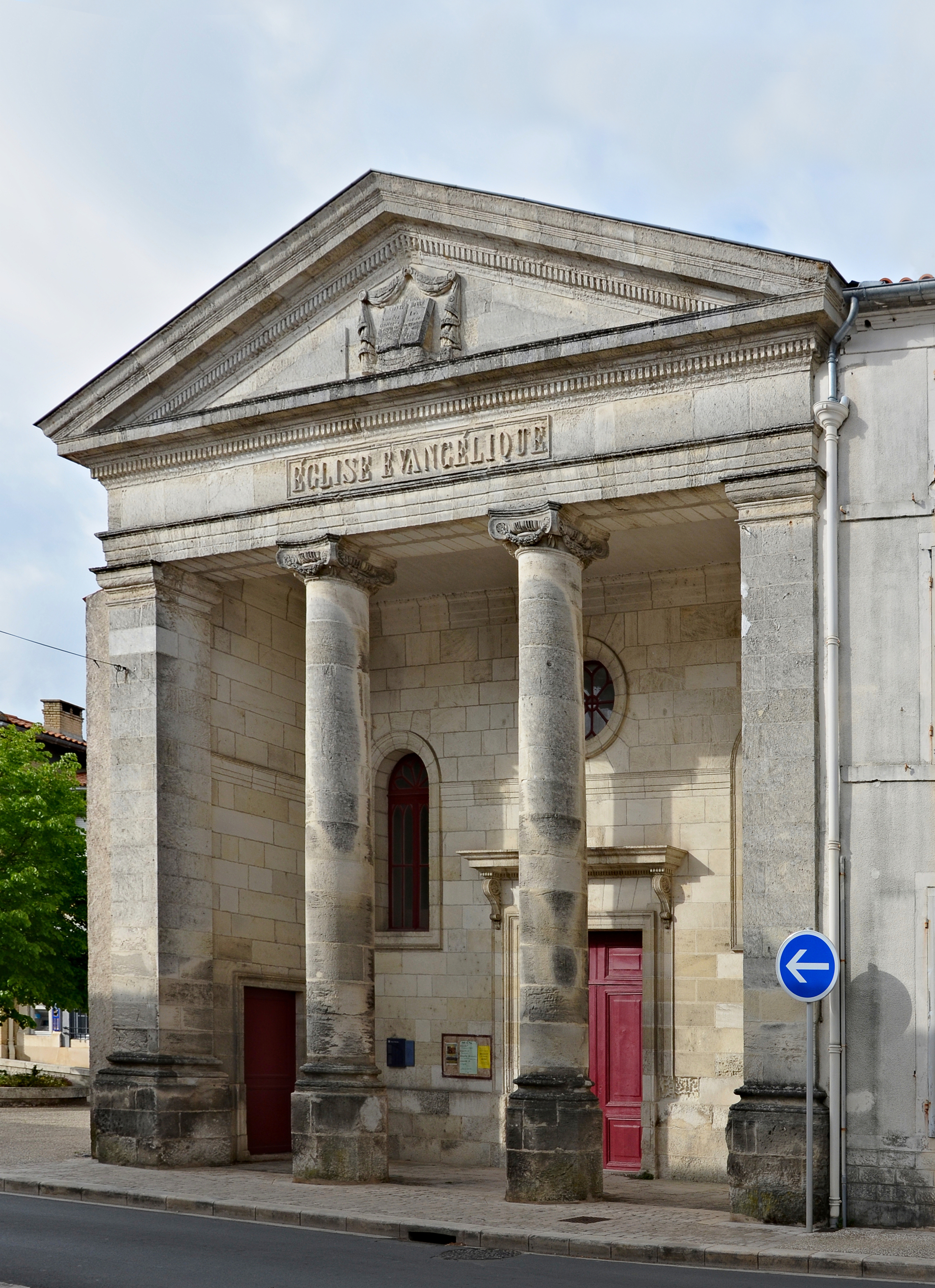
Le Temple de Marennes rappelle la longue appartenance de cette ville au culte réformé. Il fut inauguré le 9 décembre 1810.

Malgré ces déboires économiques et la crise qui frappe durement la cité, la communauté protestante de Marennes, bien présente et active dans la ville, a pu se reconstituer grâce aux dispositions relativement favorables du Concordat fixé par Napoléon Ier. Pour légaliser, sinon légitimer, leur présence, les Réformés de Marennes ont été contraints de faire partie de l'"Église Consistoriale de La Rochelle" créée le 1er juillet 1802. Composés dans leurs rangs d'un certain nombre de notables et de marchands influents, les Protestants de la ville sont autorisés à acheter l'ancienne chapelle des Jésuites, alors complètement désaffectée et située au cœur de la ville - actuelle rue de la République -, et inaugurent leur nouveau Temple le 9 décembre 1810.
Marennes pendant la Restauration
Après la chute du Premier Empire en 1815 et l’exil de Napoléon Ier depuis l’île d'Aix pour Sainte-Hélène, Marennes figure toujours parmi les cinq premières villes du département de la Charente-Inférieure mais la cité est entrée dans une longue période de léthargie et son économie peine à redémarrer. Son port morutier n’a pas repris ses activités qui ont été définitivement abandonnées, de même que le trafic colonial. La perte des activités portuaires a porté un rude coup à l’économie locale.
À la disparition des activités maritimes s’ajoute le déclin des salines où l’état des marais est devenu catastrophique.
Ce n’est qu’en 1818 que le sous-préfet Charles-Esprit Le Terme entreprend d’importants travaux d’assainissement des marais, pour relayer ceux de son illustre prédécesseur, l’intendant Guéau de Reverseaux. Dès son arrivée à la sous-préfecture de Marennes, il est en effet frappé par l'état d’abandon des marais de l’arrondissement de Marennes. Pour remédier durablement à la situation, il rédige en 1828 un «Règlement Général» pour préserver les marais salants encore existants et transformer les marais « gâts » en prairies. Malgré l’incompréhension, voire l’opposition des propriétaires, il crée des syndicats de marais chargés de classer les cours d’eau et les chemins. Chaque propriétaire paie un rôle et contribue à l’entretien de ses propres fossés, des chenaux et canaux communs. Sous son impulsion des canalisations sont mises en place, les dessèchements transforment des prés salés en pâturages. Le drainage des marais a débuté dans le canton de Marennes qui appartient à deux grands secteurs de marais. Au Nord, deux communes, Marennes et Hiers-Brouage, appartiennent au marais de Brouage. A l’Est, cinq communes du canton dépendent du marais de la Seudre qui couvre une surface de 13 000 hectares. Ces travaux transforment peu à peu la vie maraîchine et permettent le développement de l’élevage. Enfin, le sous-préfet Le Terme met en place une innovation de taille par l’introduction des Syndicats de Marais. Cette initiative perdure aujourd’hui sous le puissant groupement syndical de l’UNIMA, association mixte qui unit l’État aux propriétaires, chargée de l’entretien des marais du département.
Sous l'impulsion de ce sous-préfet énergique, Marennes fera partie des toutes premières villes du département à être dotée d'une école publique élémentaire qui, à l'époque, se dénommait « école mutuelle ». Celle-ci fut établie dans la ville en 1818.
Marennes pendant la monarchie de Juillet
Pendant la première moitié du XIXe siècle, la ville est consolidée dans son rôle administratif ayant été confirmée dans sa fonction de sous-préfecture à la suite du remaniement impérial de 1800, institué par un décret de Napoléon Ier. Elle est responsable d'un arrondissement composé de six cantons et 31 communes.
Pendant la monarchie de Juillet, Gautier dans sa célèbre Statistique du département dresse l'inventaire des administrations de la ville. Outre les services de la sous-préfecture, la ville est dotée des tribunaux d’instance et de commerce, d’une recette des finances, des douanes et des contributions indirectes, d’une conservation des hypothèques, d’une direction de poste, d’un commissariat de marine, d’une lieutenance de gendarmerie.
Tous ces services administratifs sont complétés par une activité commerciale non négligeable qu’animent les quatre foires annuelles et le commerce encore actif du sel, complété par celui des huîtres vertes ainsi que par l’expédition des eaux de vie et de vins rouges et blancs ainsi que de graines de moutarde.
La ville n'a jamais eu de vocation industrielle mais elle possède pendant cette période 18 moulins à vent en activité qui, aujourd'hui, ont tous disparu, ne laissant leurs traces que dans la toponymie locale. Marennes recevra également pendant la mandature du sous-préfet Le Terme qui se terminera en 1837 une imprimerie en 1835.
Le port de Marennes est en net déclin depuis la fin du Premier Empire et la ruine de son commerce colonial. Il est de plus devenu inadapté aux besoins du trafic moderne dont la navigation à vapeur exige des bateaux au tirant d'eau de plus en plus élevé. Or, le port de Marennes ne peut recevoir des navires jaugeant plus de 80 tonneaux, ce qui limite considérablement ses possibilités de développement. Bien que bénéficiant d'installations suffisantes avec ses deux sites portuaires - son chenal de délestage, appelé chenal de Marennes et le chenal du Lindron où se trouve "son port qui a 600 mètres de développement" -, la ville devra attendre le Second Empire pour profiter d'intéressants aménagements avec l'ordonnance royale du 30 mai 1846 de faire construire le futur Canal de la Charente à la Seudre.
Cependant, Marennes ne prospère guère et sa population stagne de la Restauration jusqu’à l’aube du Second Empire. À la fin de la monarchie de Juillet, la commune compte 4 580 habitants (en 1846) et elle se situe au septième rang des villes du département, devançant alors Royan mais se situant derrière Pons et Marans, ayant été distancées par ces deux dernières alors en plein essor. En effet, Marennes était la cinquième ville de la Charente-Inférieure au début du siècle, elle comptait 4 633 habitants en 1806. Durant ce demi-siècle, cette petite cité n’a jamais franchi le seuil des 5 000 habitants, sa population oscillant autour de 4 500 habitants. Le finage communal comprenait encore à cette époque les villages de Bourcefranc et du Chapus.

### Marennes pendant le Second Empire, une ville en réveil

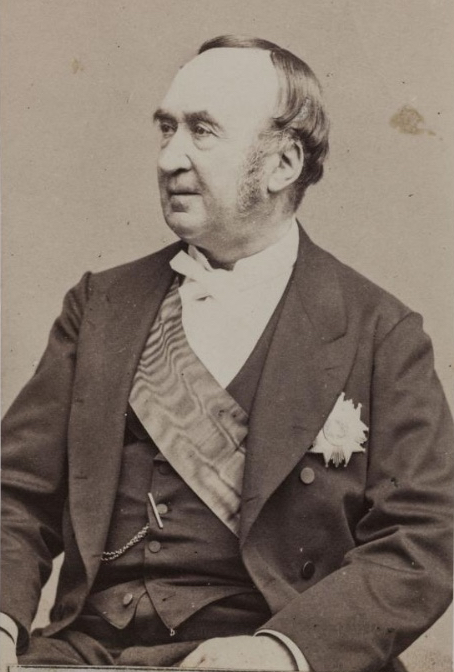
Prosper de Chasseloup-Laubat, député de l'arrondissement de Marennes, ministre de la marine et des colonies.

Dès le début du Second Empire, Marennes voit un de ses illustres administrés, Prosper de Chasseloup-Laubat, élu à la députation de la 2e circonscription de la Charente-Inférieure le 29 février 1852. Il prit part au rétablissement de l'Empire et fut de la majorité législative dans le département. La ville sera alors soutenue par cet éminent homme d'action qui y favorisera, entre autres, la poursuite de l'aménagement des marais, le désenclavement de Marennes par la réalisation du canal de la Charente à la Seudre et la transformation urbaine.
C'est sous le Second Empire que l'ostréiculture moderne fait ses premiers pas. Cette industrie deviendra bien vite prépondérante, les anciens marais salants étant progressivement reconvertis en claires à huîtres. L'ostréiculture était déjà une activité pratiquée par les habitants, mais jusqu'à la veille du Second Empire, elle reposait davantage sur la cueillette que sur l'élevage et l'affinage. Il s'agissait le plus souvent d'une activité d'appoint et les cueillettes se faisaient sur les bancs naturels où gisaient en abondance les huîtres plates. L'introduction de la nouvelle forme d'ostréiculture consiste en la mise en place de fixateurs au moyen de tuiles et de la reconversion des anciens bassins des marais salants en claires à huitres pour l'engraissage et l'affinage où la ville et tout le bassin de Marennes-Oléron vont se spécialiser peu à peu.
Un fait tout à fait providentiel s'ajoute à cette activité novatrice et exigeante en main d'œuvre comme en labeur. En 1868, un chargement d'huîtres portugaises jeté à la mer dans l'estuaire de la Gironde se mit à proliférer sur les côtes charentaises, notamment sur les rives de l'île d'Oléron et de l'estuaire de la Seudre. Les nouveaux ostréiculteurs l'adoptèrent rapidement en raison de sa croissance plus rapide que l'espèce autochtone, l'huître verte de Marennes, qui était l'huître plate ou Ostrea edulis, plus rustique mais semble-t-il plus savoureuse. Cette huître était le belon, connue davantage sous le nom de huître de Marennes et qui avait déjà contribué à faire la réputation de la ville. Mais l'essor réel de l'ostréiculture moderne ne sera effective qu'à partir du début de la Troisième République, le Second Empire ayant posé les fondements.

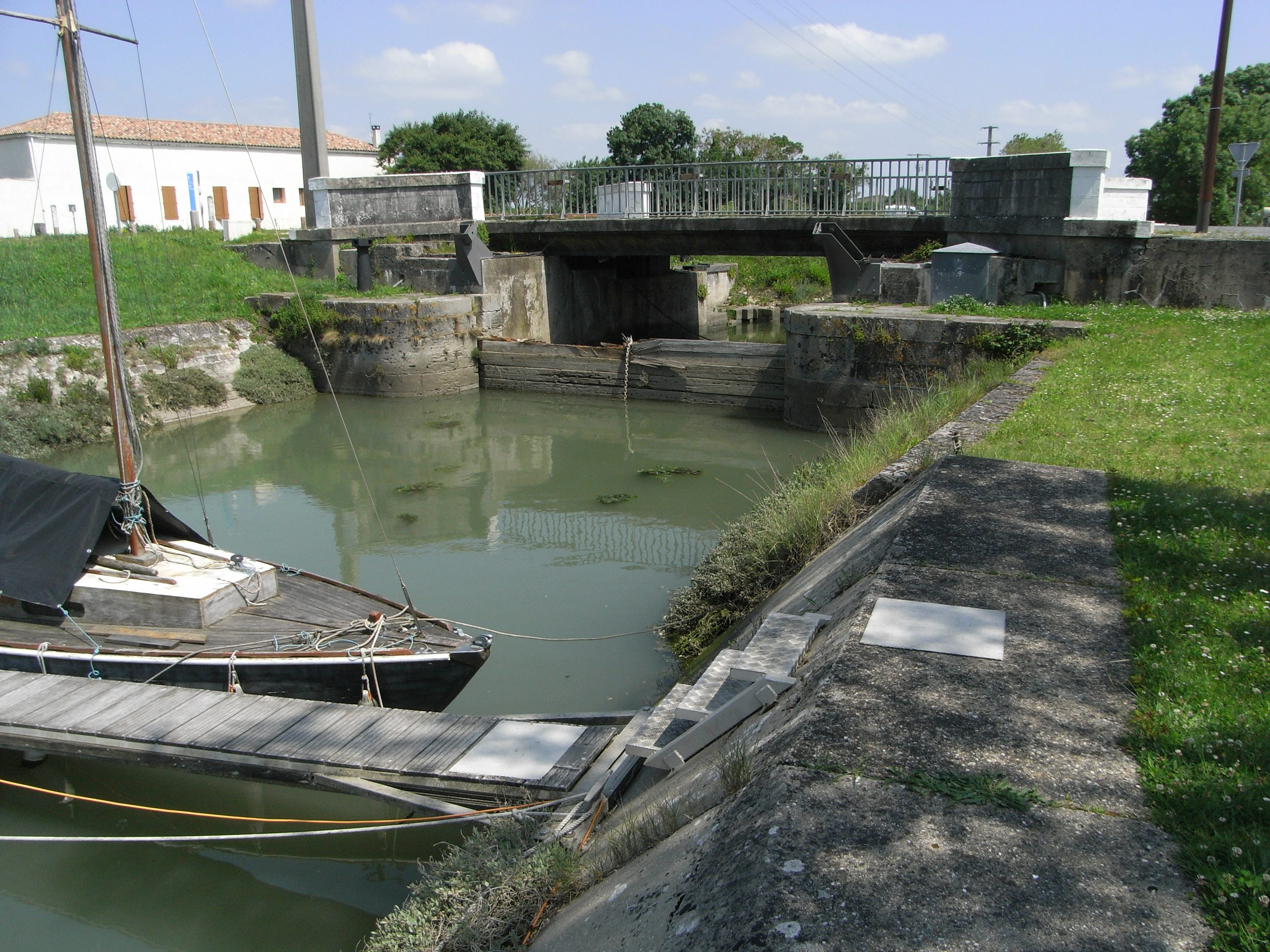
Dernière écluse à Marennes du Canal de la Charente à la Seudre et jonction avec la Seudre.

Pendant le Second Empire, le canal de jonction de la Charente à la Seudre, appelé également Canal de la Bridoire, est mis en service en 1862. À la fin de la monarchie de Juillet, une ordonnance royale avait lancé la programmation des travaux de construction du canal. Ce n'est que dix ans plus tard que le chantier débuta, en 1856, et les travaux furent achevés en 1862. Dans le même temps, le chenal du Lindron qui abrite le principal port de Marennes a bénéficié de travaux de désenvasement et a été recreusé à partir du milieu du XIXe siècle. Il est alors relié au tout nouveau canal de la Bridoire. Cette importante réalisation va permettre le désenclavement de la ville et favoriser l'installation d'une usine de produits chimiques, qui se reconvertira plus tard en fabrique d'engrais.
La production de sel marin dans les marais du littoral qui est en très fort déclin dans le bassin de la Seudre n'est pas totalement abandonnée pendant le Second Empire. Une perspective intéressante s'ouvre avec l'implantation d'une industrie chimique à Marennes pour y fabriquer de la soude. Cette usine de produits chimiques est créée en 1864 et utilise dans un premier temps le canal Charente-Seudre pour l'expédition des produits chimiques, puis pour l'approvisionnement en matières premières depuis Tonnay-Charente quand elle orienta ses fabrications vers la production d'engrais phosphatés. Cette usine, alors spécialisée dans la fabrique de soude, est construite en 1865 par Philippe Générand, banquier et maire de Marennes. Elle est destinée à fabriquer des produits dérivés du sel marin, dans le but de venir en aide aux sauniers de la vallée de la Seudre. Dès 1867, l'usine est absorbée et agrandie par la société lyonnaise Perret et Olivier qui sera intégrée plus tard à la Compagnie Saint-Gobain.
Ces réalisations importantes s'accompagnent d'un début de transformation de la cité où des travaux d'urbanisme sont activement menés. Ceux-ci porteront sur l'alignement des immeubles le long de la rue principale de la ville et nécessiteront entre autres le ravalement de la façade du temple réformé de Marennes en 1861. En 1860, au cœur de la ville et le long de l'artère principale, la mairie est transférée dans un bel immeuble en pierre de taille au style Second Empire lui conférant un aspect particulièrement avenant. En 1864, de gros travaux de rénovation sont entrepris dans l'ancien couvent des Récollets qui abrite depuis 1791 les services de la sous-préfecture, du tribunal et la prison.
Malgré ces transformations notables qui ont bouleversé la vie et l'économie de la cité, Marennes se dépeuple. Depuis la Deuxième République jusqu'à la chute du Second Empire, Marennes passe de 4 589 habitants en 1851 à 4 426 habitants en 1866. Elle demeure toujours la septième ville du département, se classant derrière Marans et Pons mais devançant toujours Royan. Dans toute cette période, la ville a perdu de la population, ce qui s'explique en grande partie par le fait que les marais salants sont en crise et qu'une population nombreuse qui y était employée a été massivement licenciée et a dû quitter la ville et son canton pour trouver du travail dans d'autres villes, notamment à Rochefort.
Mais Marennes est à la veille d'une profonde mutation de son économie urbaine et va connaître dans les trois décennies suivantes un essor remarquable.

### Du début de la Troisième République jusqu'à la veille de la Première Guerre mondiale, l'âge d'or de Marennes
Pendant la Troisième République, Marennes connaît un véritable « âge d'or ».

#### La fin de l'enclavement de la ville
Pendant de longs siècles, Marennes a souffert de son isolement géographique dans le département mais la Révolution des transports de ce XIXe siècle a changé durablement la situation, de sorte que Marennes deviendra un carrefour de voies de communications ferroviaires, puis routières.

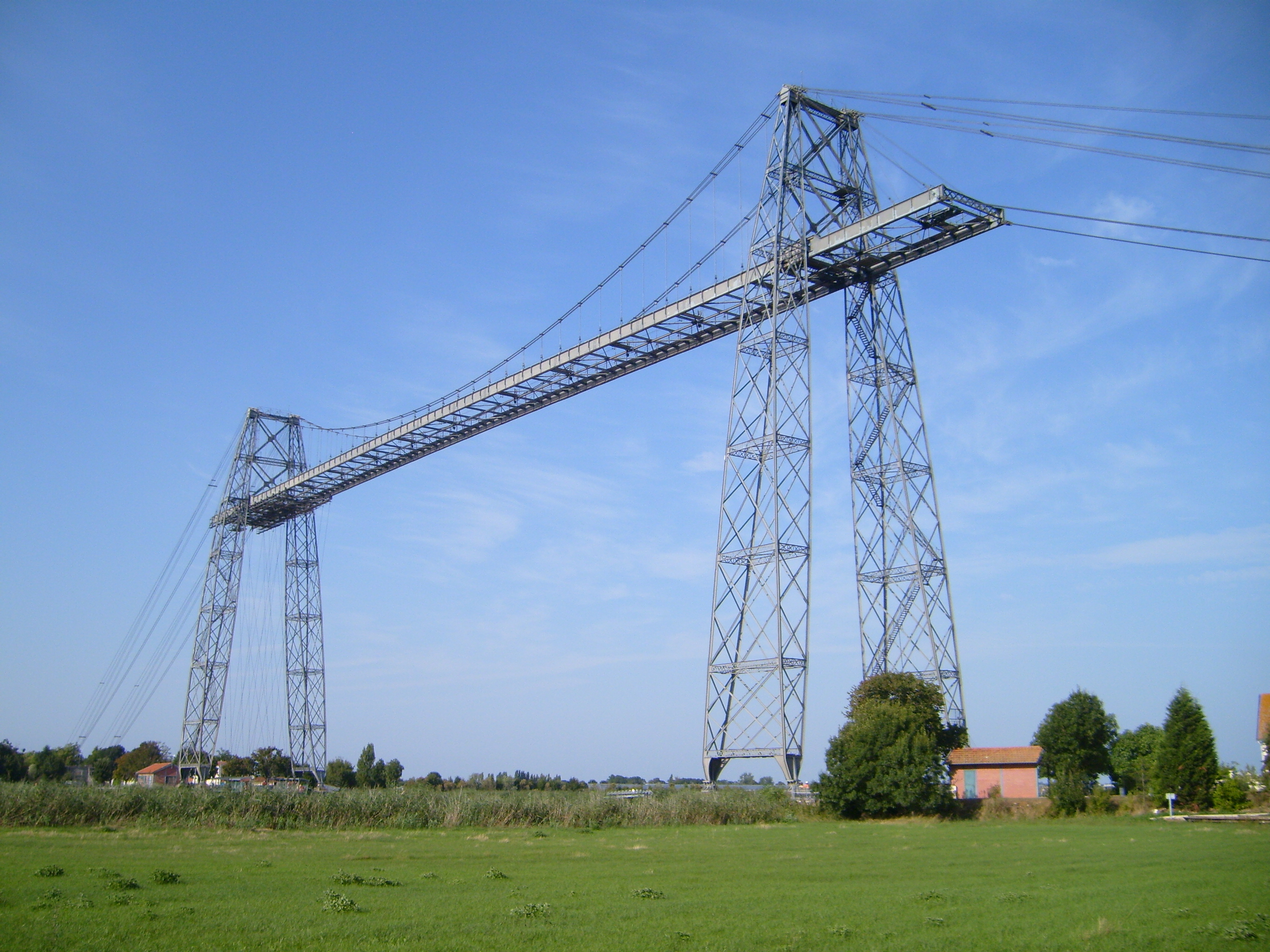
Le pont transbordeur de Rochefort inauguré en juillet 1900.

Si sa liaison routière avec Saintes était la plus ancienne depuis la création de l'antique voie romaine, ses relations avec Rochefort nécessitaient une réelle modernisation. Avant l'ouverture du Canal de la Charente à la Seudre pendant le Second Empire, la seule route existante était celle qui passait par Brouage et Soubise où, dans cette dernière, un bac permettait de traverser la Charente avant d'aboutir à Rochefort. Or, cette route sinueuse était mal calibrée et mal entretenue. Lorsque le canal de la Charente à la Seudre fut réalisé, une nouvelle route fut construite en grande partie le long de son parcours entre Marennes et Saint-Agnant. Par la suite, cette route fut tracée directement vers Échillais quand le pont transbordeur de Rochefort fut inauguré en juillet 1900 afin de franchir la Charente et de relier Rochefort. Cette réalisation moderne améliora considérablement les relations routières entre Marennes et Rochefort.
Mais avant la Première Guerre mondiale, l'essentiel des échanges - voyageurs et marchandises - se faisait par le chemin de fer.
En 1888, la voie ferrée Cabariot-Le Chapus la met directement en contact avec Rochefort, alors la ville la plus importante du département autant par sa population que par ses industries et son arsenal militaire. Plus tard, à partir de février 1904, Marennes est directement raccordée par une voie ferrée à Saintes via Saint-Porchaire et Pont-l'Abbé-d'Arnoult et à la même date à Saujon. Ces réalisations importantes mettent réellement fin à l'enclavement de la cité qui devient un carrefour ferroviaire de premier plan en Charente-Inférieure. La gare ferroviaire va connaitre alors une intense activité. De plus, un embranchement direct est effectué vers l'usine Saint-Gobain et un autre en direction du port ostréicole de La Cayenne dès février 1904. Dès lors, le transport ferroviaire des huîtres va concurrencer le canal de la Charente à la Seudre et donner une impulsion nouvelle à l'ostréiculture.

#### L'essor de l'ostréiculture
C'est à partir de 1870 que l'huître plate de Marennes commence à être concurrencée par l'huître creuse, plus connue alors sous le nom de portugaise qui avait proliféré sur le littoral charentais à partir de 1868 à la suite d'un rejet d'une cargaison de ces huîtres qui s'avéra « providentiel ». Ces dernières avaient le gros avantage sur les premières de pousser beaucoup plus rapidement et d'être plus résistantes. Assez rapidement, elles feront l'objet d'une sélection au profit des plates de Marennes qui, cependant, seront toujours très recherchées sur les tables en raison de leur saveur très particulière.
Cette époque est celle du triomphe de la haute gastronomie, et les huîtres deviennent des mets indispensables sur les tables de la haute bourgeoisie et des classes sociales les plus favorisées. 

Une cabane ostréicole dans le bassin de Marennes-Oléron.

L'ostréiculture devient une véritable industrie dès la première décennie de la Troisième République et va être fortement stimulée par la voie ferrée qui dessert le port ostréicole de La Cayenne. Cette ligne ferroviaire va favoriser la commercialisation des huîtres vers les grandes villes et surtout la capitale. Marennes se place dès lors au centre d'un vaste bassin ostréicole réparti sur les deux rives de l'estuaire de la Seudre, ainsi que sur la partie méridionale de l'île d'Oléron. Bien que la ville ne soit pas elle-même la plus grosse productrice d'huîtres, les centres ostréicoles de La Tremblade, Le Château-d'Oléron et Bourcefranc en sont les principaux lieux de production, elle a su cependant en tirer une grande renommée où désormais le nom de l'huître est attaché à celui de la ville. Il n'est pas excessif de dire que la "marennes" devient une spécialité locale de grand renom à partir de la Troisième République.
Devant le succès grandissant de cette nouvelle production, les anciens marais salants sont peu à peu reconvertis en parcs à huîtres. C'est alors que le paysage des marais change radicalement à cette époque avec la création des ports ostréicoles, des voies d'accès et des voies ferrées pour la commercialisation des huîtres et la construction des cabanes ostréicoles à l'architecture si particulière. Ces dernières vont contribuer à donner une nouvelle identité au bassin de la Seudre, puis de l'île d'Oléron et de toute la côte charentaise.
En même temps, la saliculture est de plus en plus délaissée en raison de la concurrence très vive des sels du Midi et des sels gemmes auxquels le sel charentais ne peut faire face. Cet abandon rapide de la production du sel dans la vallée de la Seudre contraint l'usine chimique Saint-Gobain de Marennes de reconvertir toute sa production.

#### L'usine Saint-Gobain
Marennes possède l'une des plus grosses usines chimiques du département de la Charente-Inférieure et participe comme les autres villes du littoral charentais (La Rochelle et son nouvel avant-port de La Pallice, le complexe industrialo-portuaire de l'estuaire de la Charente avec Rochefort et Tonnay-Charente) à l'effort d'industrialisation.
Cette grosse usine a joué un rôle important dans la ville. Après avoir été créée en 1864, elle prospère rapidement et, dans sa lancée, elle s'associe en 1872 avec la Compagnie Saint-Gobain, qui lui insuffle un nouvel essor et une nouvelle orientation industrielle avec la fabrique d'engrais chimiques. L'usine se met alors à produire des superphosphates et du sulfate de cuivre, ce dernier étant destiné au traitement des vignes phylloxérées qui avaient ravagé le vignoble du cognac dans les deux départements charentais à partir de 1875.
Se spécialisant dans la fabrication des engrais chimiques, l'usine a besoin de faire importer de la pyrite. Celle-ci est importée par bateau à Tonnay-Charente, puis expédiée par voie ferrée jusqu’à Marennes. En 1880, l’usine fait travailler 30 ouvriers.
Dans les années 1890, cette entreprise se développe considérablement. La fabrication double en raison du développement de l'emploi des engrais chimiques dans l'agriculture. En 1891, l’usine emploie alors plus de 200 personnes. Le site industriel est desservi par un embranchement ferroviaire et est situé le long de la voie navigable reliant le Petit-Port-des-Seynes à la Seudre.
Pour répondre aux besoins de logement, la population ouvrière est logée dans une petite cité ouvrière en 1900, à côté du site de l'usine comme cela se pratiquait à cette époque.
L'industrialisation de la ville s'accompagne du renforcement de son rôle administratif et commercial.

#### Un centre administratif important
Indéniablement, la présence de la sous-préfecture permet à Marennes de renforcer son rôle de centre administratif et d'attirer de nouvelles activités.
Ainsi, Marennes fait partie des villes les mieux équipées de la Charente-Inférieure sur le plan de la scolarité et de l'enseignement public « où au XIXe siècle, elle joue un rôle plus important que de nos jours ». Outre son école primaire publique qui avait été ouverte en 1818, elle reçoit une « école primaire supérieure » fondée en 1889, ancêtre des collèges actuels. Cet établissement est accolé à l'école primaire des garçons, doté d'un internat pour garçons et muni d'ateliers pour le travail du bois et du fer.
Par ailleurs, dans le domaine de l'information, Marennes va accroître son influence par la création d'un journal dont les actualités hebdomadaires couvriront l'ensemble de son arrondissement. Le Journal de Marennes naît des presses de l'imprimerie de la ville en 1885, il est l'ancêtre du journal actuel d'informations locales Le Littoral de la Charente-Maritime.
En 1892 est édifié un hôpital, portant le nom d'hôpital Dubois-Meynardie, et qui existe toujours.
Durant cette époque, la ville est marquée par une importante présence militaire : une caserne de douaniers est installée à proximité de la rue du Lindron, devenue depuis la rue de Verdun. Une caserne de gendarmes, située sur la place Carnot, est inaugurée en 1898. Enfin, en 1907, est construite la caserne Commandant-Lucas, destinée à loger le troisième régiment d'infanterie coloniale.
La multiplication de toutes ces activités (ostréiculture, usine de produits chimiques, rôle administratif) influe considérablement sur la vie de la ville qui se transforme et devient l'une des plus attractives de la Charente-Inférieure au tournant du XXe siècle.

#### Une transformation urbaine durable
C'est dans cette période prospère que la ville change profondément d'aspect et va laisser un héritage architectural qui va durablement marquer son histoire et son urbanisme. 

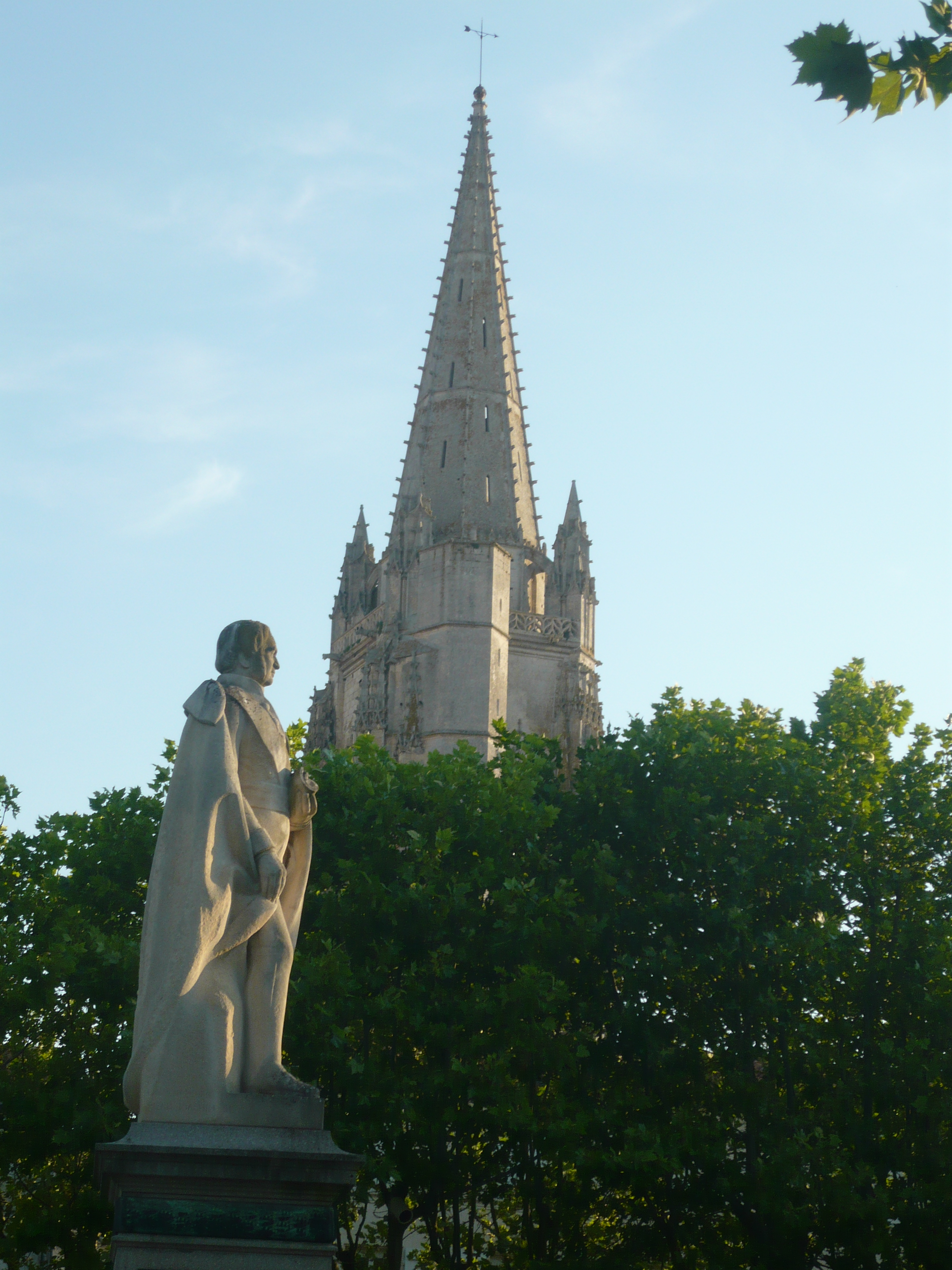
La statue de Chasseloup-Laubat sur la place aménagée au XIXe siècle au cœur de la ville.

Alors que les travaux d'urbanisme avaient été lancés pendant le Second Empire avec l'alignement des immeubles et du Temple protestant (1861) et le transfert de la mairie dans un bel immeuble de ville en 1860, Marennes continue de se transformer pendant la Troisième République. La ville s'embellit en se parant d'édifices publics (halles couvertes vers 1880, école des garçons en 1880) et d'élégants immeubles d'architecture néo-classique dont la sous-préfecture, qui est logée en 1900 dans un édifice rénové datant du XVIIIe siècle. C'est en 1874 que l'ancienne esplanade, nommée alors la place des Aires, va connaître un important aménagement et sera dotée en son milieu d'une statue dédiée en l'honneur du marquis de Chasseloup-Laubat, ministre et homme d'État. Cette place portera dès lors son nom et deviendra d'emblée le lieu le plus animé et le plus avenant de la cité.
Au sud du vieux noyau urbain, de grandes transformations ont également lieu avec notamment l'émergence du quartier de la gare qui devient un lieu d'activité fébrile lors de l'arrivée des trains de voyageurs ou du passage des convois ferroviaires de marchandises. Ce nouveau quartier s'est développé spontanément entre le centre-ville et le Port des Seynes. La gare de Marennes-État qui a été construite en 1888 est un édifice avenant comprenant un corps de bâtiment central à un étage complété de chaque côté par de larges pavillons en rez-de-chaussée qui abritent les halles de voyageurs. Cette station ferroviaire disposait d'importantes installations avec son château d'eau pour les machines à vapeur, son gazomètre et ses entrepôts dont des hangars pour le chargement des huîtres et du sel. Le tout nouveau quartier de la gare se démarque nettement du cœur historique de la ville et se présente sous l'aspect d'un petit faubourg industriel avec sa grosse usine chimique et ses hautes cheminées, son lotissement ouvrier, les installations de la gare ferroviaire et les embranchements des voies ferrées qui utilisent une vaste emprise au sol.
Près de ce nouveau quartier que sépare le Chenal de Marennes, le site du port connait quelque aménagement paysager avec l'empierrement de son bassin à flot dont la réalisation fait suite au creusement du canal de la Charente à la Seudre. Un jardin public y est aménagé à ses abords immédiats, agrémenté d'un kiosque à musique et du buste de l'ancien sous-préfet de Marennes Le Terme.
Mais c'est au sud-est de Marennes, le long de la route de Saintes et face au nouveau quartier de la gare, que l'urbanisation est la plus importante. L'entrée de ville y subit les plus grandes transformations avec trois réalisations majeures vers la fin du XIXe siècle et au début du siècle suivant. Tout d'abord, en 1892, l'inauguration de l'hôpital Dubois-Meynardie ouvre ce nouveau front d'urbanisation qui sera complété en 1898 par la construction de la caserne de la gendarmerie, aménagée autour d'une place, puis en août 1907 par les vastes et imposants bâtiments de la Caserne du Commandant Lucas.
Ces grandes réalisations sont le reflet d'un réel dynamisme urbain qui se vérifie par une croissance démographique soutenue.

#### Une ville en forte croissance démographique à la veille duXXesiècle
Avec cet essor remarquable des activités économiques et la diversification de leurs fonctions, Marennes devient un centre urbain attractif et voit sa population croître de façon exceptionnelle au point de franchir le seuil des 5 000 habitants en 1891 et d'occuper le sixième rang des villes de la Charente-Inférieure, devançant cette fois Marans, Pons et Saint-Pierre-d'Oléron mais étant dépassée par Royan.
Cette expansion démographique s'est faite très régulièrement passant de 4 495 habitants en 1872 à 5 415 habitants en 1891 et à 6 459 habitants en 1901.
Marennes a donc connu un véritable « âge d'or » dans les trois premières décennies de la Troisième République et la ville est entrée dans le nouveau siècle avec de réels atouts mais le XXe siècle s'annoncera sous de sombres nuages pour la cité et ses habitants.

## Marennes pendant leXXesiècle
Les trois premiers quarts du XXe siècle ont été une période difficile pour la ville, où la perte de la fonction de sous-préfecture en 1926 a été certainement l'évènement local le plus retentissant, Marennes entrant alors dans une très longue période de léthargie urbaine.

### Les difficultés économiques de l'Entre-deux-Guerres
La création de Bourcefranc, en 1908, en tant que commune aux dépens du finage de Marennes précède de grandes difficultés économiques que la ville va connaître dès l'Entre-deux-Guerres.
Tout d’abord, un fait dramatique de la ville et bien souvent passé sous silence concerne les terribles pertes démographiques que Marennes a enregistrées au lendemain de la Première Guerre mondiale. La lourde chute démographique constatée à Marennes (- 619 habitants) entre 1911 et 1921 en fait la troisième ville de Charente-Inférieure la plus meurtrie par la guerre de 1914-1918. En Poitou-Charentes, elle est la sixième ville à avoir perdu le plus d'habitants, se classant après Rochefort, Poitiers, Angoulême, Saintes, Parthenay (- 962) et Châtellerault (-660). Ses nombreux soldats morts au front résidaient avant la mobilisation générale dans la vaste caserne implantée à l'entrée de la ville sur la route de Saintes. La caserne Commandant-Lucas fut construite en 1907 et était destinée à loger le troisième régiment d'infanterie coloniale. Au lendemain de la Grande Guerre, cette caserne verra ses activités fortement réduites.
Par la suite, Marennes eut à souffrir de situations peu favorables pour son développement et entre dès lors dans un véritable marasme économique. 

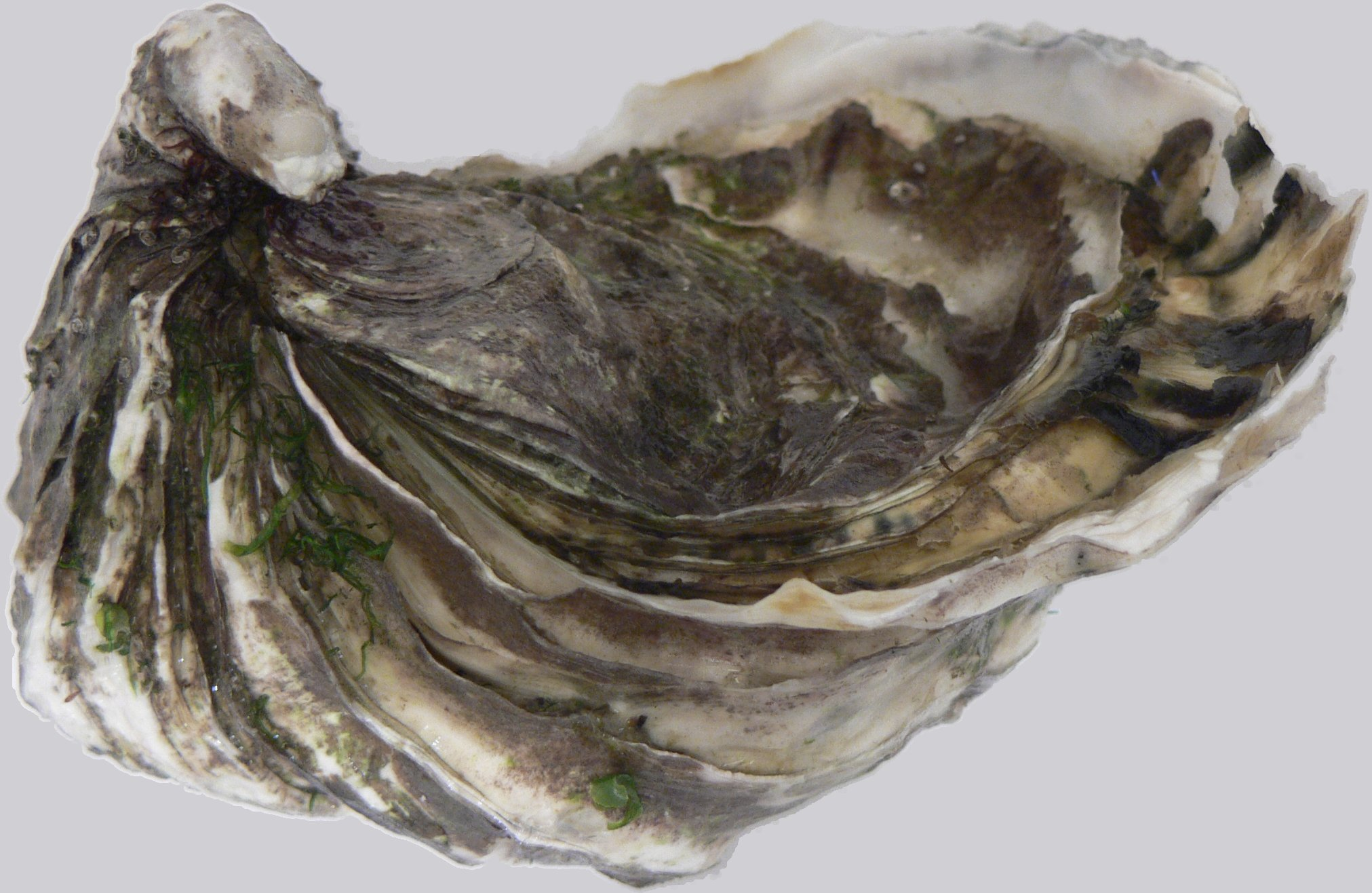
L'huître creuse, reconnaissable à sa coquille feuilletée.

L’épizootie qui frappe les huîtres plates en 1920 provoque dans tout le bassin une grave crise ostréicole, et contraint à une reconversion drastique de la production. En effet, l’huître originelle du bassin de Marennes-Oléron est l’huître plate. Jusqu’au milieu du XIXe siècle, c’est la seule à être exploitée. En 1920, une épizootie fait disparaître tous les gisements de cette espèce, dont la culture avait cependant commencé à décliner jusqu’à sa disparition quasi totale à partir des années 1930. Mais l’ostréiculture a pu être préservée grâce à l’huître creuse, qui s’est fixée sur le littoral charentais dès 1857. Grâce à cette nouvelle espèce connue sous le nom d'huître portugaise, dont le captage et l'élevage sont activement mis en exploitation dès 1917, l’ostréiculture a pu être maintenue dans l'ensemble du bassin ostréicole de la Seudre et d'Oléron. L'huître portugaise, dont les propriétés de croissance rapide et au gout plus agréable étaient déjà reconnues, remplaça avantageusement l'huître plate de Marennes, et préserva la région d’un véritable désastre social et économique.
Cependant, la fermeture de l’usine de fabrication d’engrais de la Compagnie Saint-Gobain constitue une autre vicissitude pour l’économie locale. En effet, dès 1920, l'usine ferme ses portes au profit de celle de Tonnay-Charente, où les ouvriers sont reclassés. C’est plus d’une centaine d’emplois qui sont concernés par ce reclassement et la municipalité assiste impuissante à cette délocalisation. L’usine est en grande partie démantelée en 1934, seuls les bâtiments à usage d’habitation sont conservés.

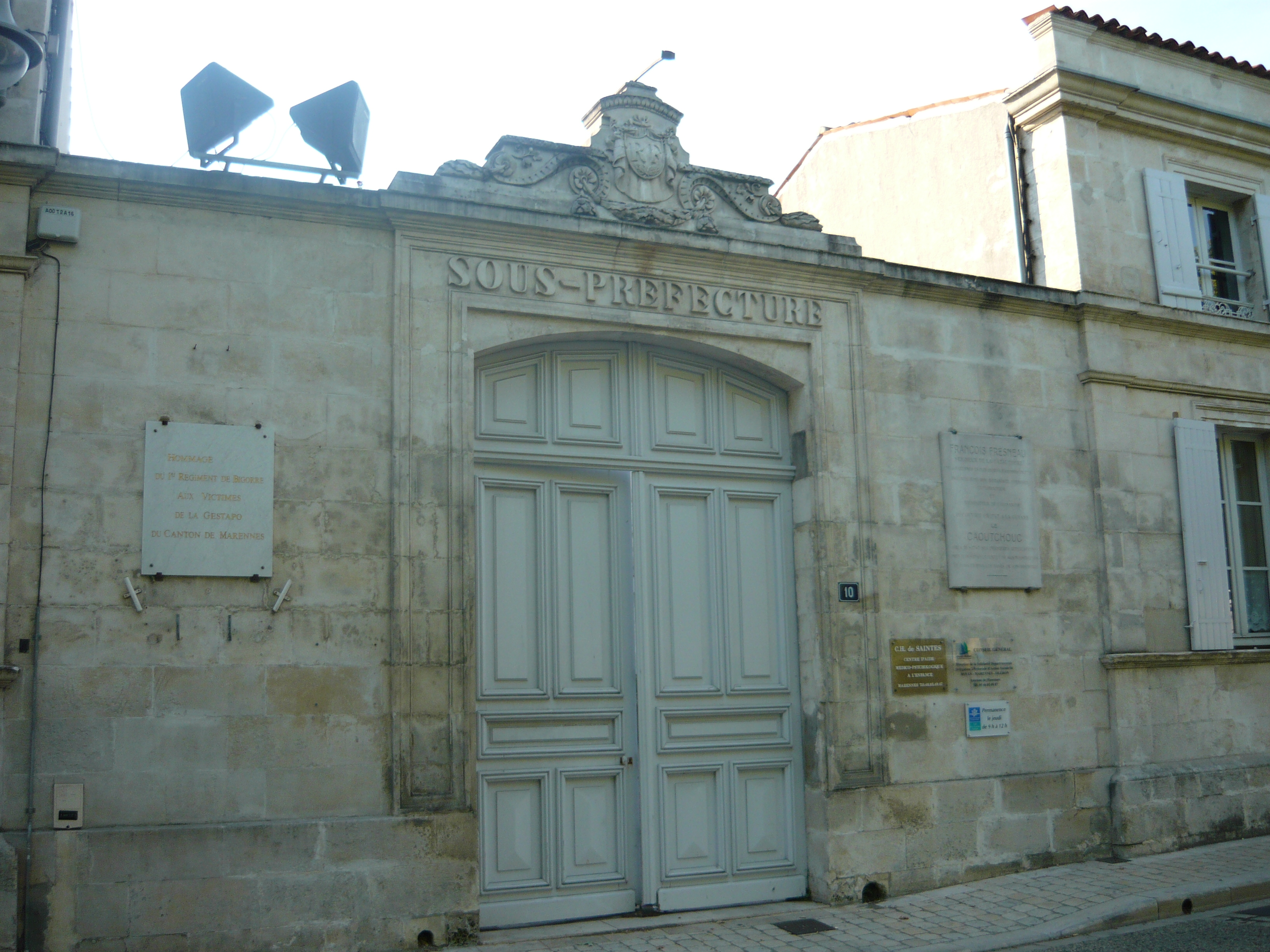
La sous-préfecture de Marennes a été supprimée en 1926.

Plus tard, l’application de la loi Poincaré, qui fait supprimer la sous-préfecture en 1926, porte un coup terrible à la petite ville. Par mesure de compensation, le gouvernement propose, après une inspection des casernements de la garnison et des bâtiments militaires annexes en automne 1928, de faire installer au printemps 1929 une garnison de 500 soldats.
Pourtant la fermeture des services de la sous-préfecture entraîne inexorablement la ville dans un très long déclin économique, qu’aggravera par la suite la désaffectation progressive des activités de la gare ferroviaire.
Sur ce dernier point, la voie ferrée La Cayenne - gare État de Marennes est fermée vers 1925, puis le 1er décembre 1932, le tronçon ferroviaire Pont-l'Abbé-d'Arnoult-Marennes sur la ligne Saintes-Marennes est fermé au trafic. Cette liaison inter-urbaine entre ces deux villes pourtant importante fut concurrencée par le service des autobus au début des années 1930 et mit fin d'ailleurs à la voie ferrée entre Pont-l'Abbé-d'Arnoult et la capitale de la Saintonge deux ans plus tard, le 1er juillet 1934. La liaison ferroviaire entre Saujon et Marennes disparut à son tour le 1er décembre 1934.

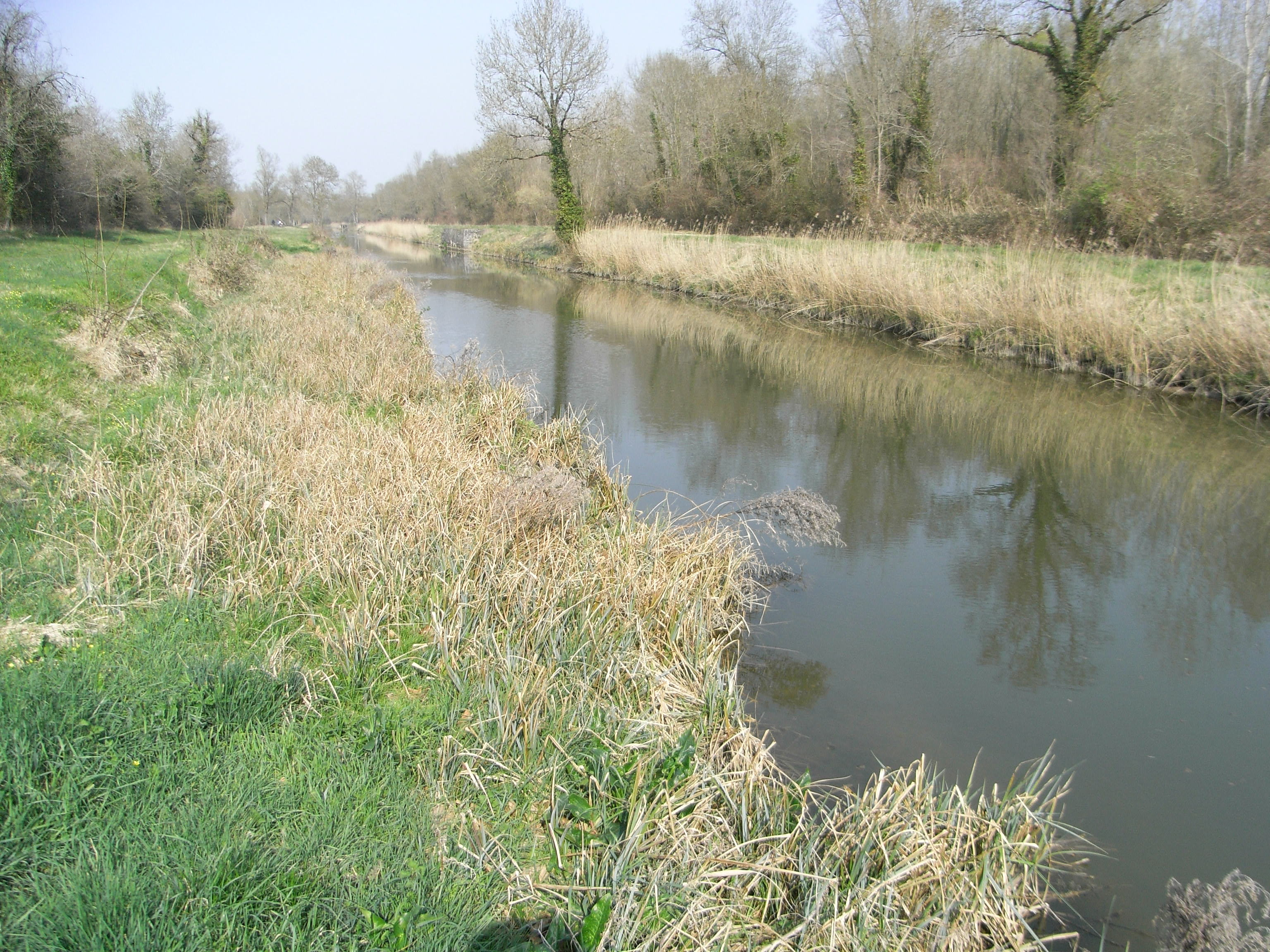
Le canal de la Charente à la Seudre, appelé aussi Canal de la Bridoire, déclassé en 1926.

A cette cascade de fermetures des voies ferrées s'ajoute celle de l'arrêt définitif du trafic fluvial sur le canal de la Charente à la Seudre à la suite du déclassement de cette voie d'eau en 1926. Après cet arrêté qui tomba la même année que celui de la fermeture de la sous-préfecture, le canal de la Bridoire, autre nom du canal de jonction de la Charente à la Seudre qui aboutit à Marennes, tombe rapidement en désuétude avec comme conséquences dommageables l'abandon de l'entretien des berges et celui des écluses. Certes, le trafic était devenu quasi inexistant au début des années 1920, le canal étant concurrencé précocement par la voie ferrée Le Chapus-Cabariot, mais jusqu'à son déclassement il était régulièrement entretenu.
Ce déclin des activités économiques et urbaines se traduit dans la ville par une stagnation démographique, autour de 4 000 habitants. La ville ne compte plus que 3 957 habitants en 1936 et rétrograde à la huitième place dans le département, étant même dépassée par Tonnay-Charente et Pons.
À la veille de la Seconde Guerre mondiale, Marennes a cessé d’être un centre attractif et la cité est véritablement entrée dans une profonde léthargie.

### Marennes pendant la tourmente de la Seconde Guerre mondiale
Après l'armistice du 22 juin 1940, la France est divisée en deux zones, la zone libre et la zone occupée, c'est dans cette dernière que se trouve Marennes. La petite ville va alors connaître les affres de l'Occupation pendant quatre longues années.
Dès le lendemain de la signature de cet armistice, les premières troupes allemandes investissent le département de la Charente-Inférieure. Empruntant la route de Niort, la 44e division de la Wehrmacht se scinde en deux détachements où l'un se dirige vers La Rochelle et l'autre fait route vers Rochefort, Saintes et Royan. Ainsi, dès le 23 juin 1940, l'occupant prend possession de Marennes.
Par crainte d'un éventuel débarquement, l'armée allemande confie à l'organisation Todt la mise en place du Mur de l'Atlantique, avec la construction de blockhaus qui longent le littoral charentais, notamment sur les plages de la presqu'île d'Arvert, des îles d'Oléron et de Ré.
Intégrée à la zone occupée, Marennes comme le reste de la Charente-Inférieure est administrée par les autorités militaires allemandes. Celles-ci installent une Feldkommandantur (préfecture militaire) à La Rochelle, tandis que Royan accueille une Kreiskommandantur (kommandantur d'arrondissement) de laquelle dépendent un service de surveillance chargé de lutter contre les actes de malveillance à l'encontre des occupants (Geheime Feldpolizei) et un service de maintien de l'ordre (Feldgendarmerie). Les troupes d'occupation s'emparent immédiatement de la caserne du Commandant Lucas où stationnait le Troisième Régiment d'Infanterie coloniale. L'imprimerie de Marennes est alors réquisitionnée et interdite de publication, le dernier journal local du "Journal de Marennes" cesse de paraître dès juin 1940.
Comme partout ailleurs en France et dans le reste du département, les Marennais sont confrontés aux vexations, aux pénuries, au rationnement et aux privations de toute nature. La résistance s'organise rapidement dans le département et un des illustres habitants de Marennes, le député Jean Hay, fera partie du réseau Honneur et Patrie dès 1941. Dénoncé, il est arrêté le 9 octobre 1943 et transféré temporairement à Rochefort où il subira d'atroces et indicibles souffrances avant d'être déporté au camp du Struthof, près de Donon dans les Vosges le 7 avril 1944, puis déplacé dans celui d'Ebensee où il meurt d'épuisement et de maladie le 23 avril 1945. La ville n'oubliera pas le courage de cet homme intègre et une de ses rues lui est dédiée ainsi que le Collège inauguré en 1974 et baptisé de son nom; il avait exercé la profession d'enseignant dans l'ancienne école primaire supérieure de Marennes.
Dans le même temps, les Nazis qui se sont emparés de la Caserne du Commandant Lucas l'ont transformée en centre de torture des résistants en 1943. Aujourd'hui, une plaque commémorative rappelle le souvenir de ces hommes valeureux où il est écrit sur le site de la caserne aujourd'hui disparue « A la mémoire des résistants torturés par la barbarie nazie en ce lieu en 1943. ».
La ville ne sera libérée que le 9 septembre 1944, sans combat toutefois, par les FFI. Investie par les forces alliées, Marennes fête sa libération le lendemain sur la place Chasseloup-Laubat où la statue de bronze a été démantelée en 1943 par les troupes d'occupation. Une foule en liesse acclame alors les vainqueurs après tant d'années de souffrance et de terreur.
Mais l'ennemi qui s'est réfugié dans l'île d'Oléron et dans la presqu'île d'Arvert essaie de détruire la ville par les bombardements de son artillerie lourde. Les soldats de la Wehrmacht visent tout particulièrement le clocher-porche de l'église Saint-Pierre-de-Sales pensant qu'il sert de tour de communications. Dans la seule journée du 1er janvier 1945, les Allemands ont tiré une salve de quarante obus dont 25 ont explosé endommageant quelques maisons mais se perdant la plupart du temps dans les marais alentour. Aucune victime n'y est à déplorer. Cependant, la ville a été en grande partie évacuée dès novembre 1944.
Le 27 avril 1945, 6 000 soldats français des forces de libération sont commandés par le général de Larminat qui fait de Marennes le quartier général des opérations militaires. Il rassemble ses troupes dans la ville et dans ses proches environs. Ces troupes sont secondées par les soldats américains, sous la houlette du colonel Jacobson, ces derniers vont réactiver le canal de la Charente à la Seudre pour y transborder sur des péniches du matériel de guerre, notamment des Ducks. Le 30 avril, ils prennent d'assaut la presqu'île d'Arvert, puis l'île d'Oléron où 2 000 soldats de la Wehrmacht se sont réfugiés pour y exercer une vaine résistance. Ces derniers capituleront le 1er mai 1945, date à laquelle toute l'île d'Oléron est libérée.
À la Libération, Marennes n'est pas un champ de ruines comme Royan ou n'a pas subi de destructions majeures comme la citadelle du Château-d'Oléron ou la corderie royale de Rochefort, mais elle a subi de nombreux dégâts matériels dont des maisons de son centre-ville, des ponts et les voies de communication nécessitent une restauration complète. Des pertes humaines sont à déplorer mais la ville a certainement échappé à un véritable désastre.
Après les évènements de la dernière guerre, Marennes va connaître pendant une longue décennie quelques difficultés pour se relever.

### Les difficultés de l'après-guerre
Du lendemain de la Seconde Guerre mondiale jusqu’au milieu des années 1970 qui correspond à la première crise économique, Marennes a connu un certain nombre de mutations économiques auxquelles elle a dû faire face avec plus ou moins de succès, sans pour autant retrouver les bases d’un véritable développement économique et urbain qui ont transformé les autres villes de la région.
Tout d’abord, la ville a continué de perdre de la population. Au recensement de 1946, elle atteint son plus bas niveau démographique de tout le XXe siècle enregistrant 3 806 habitants, et même de tout le XIXe siècle puisqu'en 1821, elle comptait 4 191 habitants. Jamais Marennes n'avait atteint un chiffre de population aussi bas de toute son histoire démographique contemporaine.
Le redressement démographique qui a eu lieu entre 1954 et 1962 est assez spectaculaire, la ville passant de 3 829 habitants à 4 345 habitants entre ces dates, grâce à l'effet "baby boum" des années d'après-guerre. Cependant, ce phénomène nataliste ne sera pas poursuivi dans la décennie suivante. Cela tient au fait de la situation très médiocre de l'économie de Marennes qui vit largement repliée sur la mono activité de l'ostréiculture. Un courant migratoire négatif et important affecte la population jeune et en âge de travailler, celle-ci quitte la ville faute d'emplois ou de création de nouveaux emplois. Les conditions économiques de Marennes dans les années d'après-guerre sont plutôt défavorables pour assurer son développement à commencer par la disparition totale de son rôle de desserte ferroviaire.
La fermeture de la gare ferroviaire pour le trafic voyageurs en septembre 1971 aggrave la situation de desserte de la ville, qui ne reçoit pas de compensation qu’aurait pu offrir l’ouverture d’une gare routière. Marennes devient une simple halte pour les autobus interurbains entre Rochefort et l’île d’Oléron (Cie Kéolys) et entre Saintes et l’île d’Oléron (Cie des Autocars Saintonge Aunis). Il est vrai que la desserte ferroviaire quotidienne des voyageurs avait déjà été interrompue depuis la Seconde Guerre mondiale, mais le trafic ferroviaire subsista un temps sous la forme d’un service saisonnier, offrant deux express Paris-Austerlitz-Le Chapus (un de jour et un de nuit), assurant des retombées bénéfiques sur le tourisme local.
Mais la secousse la plus dure a été la fermeture définitive du trafic ferroviaire des marchandises, en octobre 1987, où la ligne fut également déposée, et les bâtiments de la gare complètement abandonnés, créant dès lors une friche urbaine au sud du centre-ville historique.

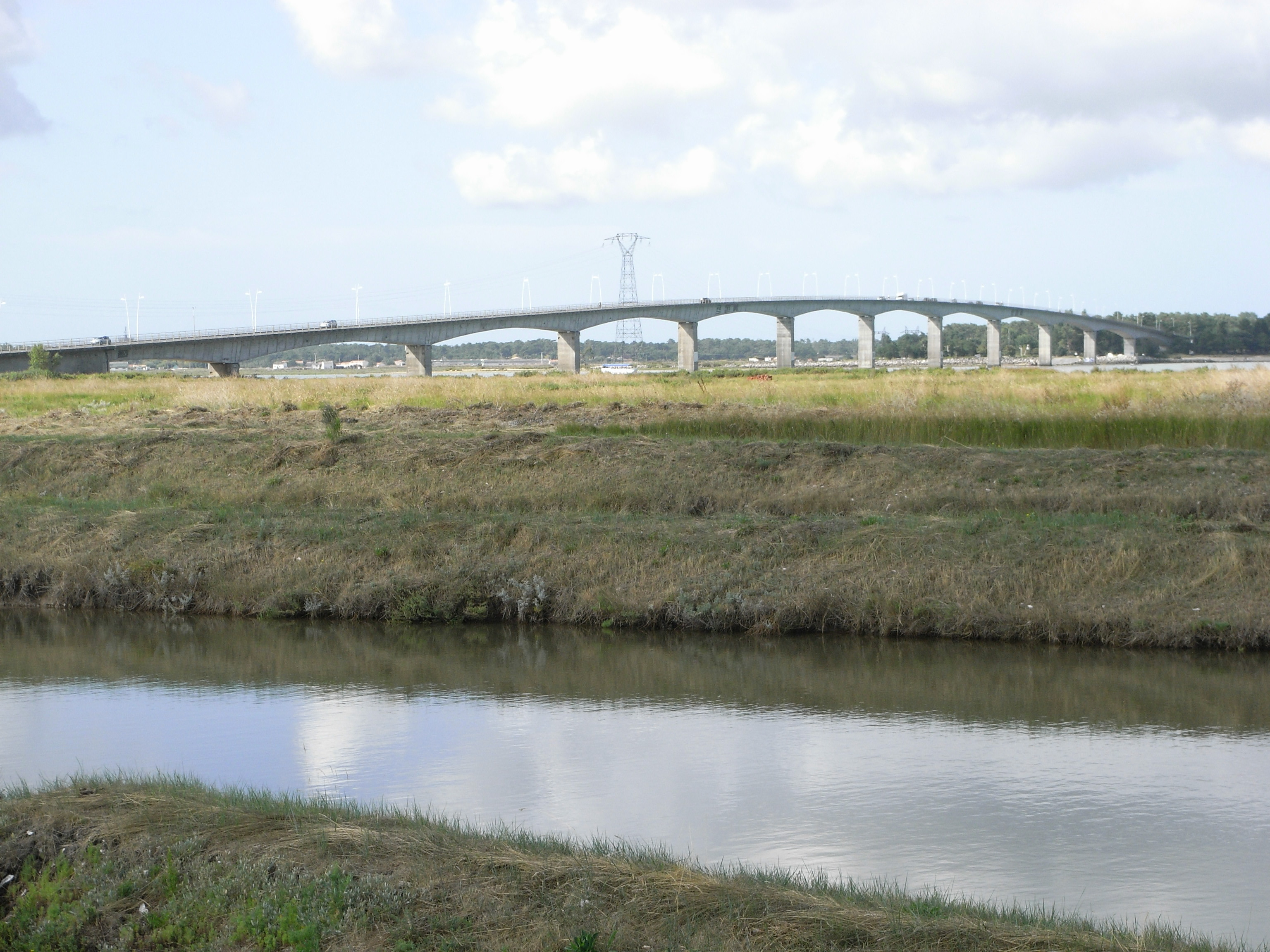
Le viaduc de la Seudre construit en 1972.

Entre-temps, la mise en service du pont d’Oléron en 1966 amena de profonds changements dans la desserte urbaine de l’agglomération de Marennes. Avec le développement du tourisme et l’explosion du trafic automobile qui s’ensuivit, la ville connut rapidement les affres des embouteillages auxquels elle n’était pas préparée. Chaque été, la principale artère urbaine fut envahie par un trafic automobile sans cesse croissant qui rendait urgente la réalisation d’une rocade de contournement par le nord de la ville. Ces travaux furent accomplis après la construction du viaduc sur la Seudre en 1972, à l’ouest de Marennes.
Marennes est devenue un carrefour routier incontournable mais, paradoxalement, elle n’a pas développé d’entreprises de camionnage et de transports routiers grâce à sa situation géographique pourtant fort intéressante.
À cela se sont ajoutées des difficultés économiques qui ont affecté une fois de plus l’ostréiculture et quelques entreprises. 

La grave épizootie de 1970, qui a frappé les parcs à huîtres du bassin de Marennes-Oléron, a touché durement la profession ostréicole. Les huîtres portugaises ont à leur tour été atteintes par la dégénérescence à partir de 1967 entraînant une forte mortalité des naissains. Au 1er juillet 1971, cette épizootie avait ravagé 80 % des parcs à huîtres du bassin ostréicole de Marennes-Oléron. Cette grave situation a nécessité leur remplacement quasi total par une nouvelle espèce, l'huitre japonaise. Celle-ci, par ses caractéristiques très proches de la portugaise, a pu reconstituer les parcs assez rapidement. En 1973, 25 000 tonnes d'huîtres furent produites sur l'ensemble du bassin contre 50 000 tonnes avant la crise. Mais l’épizootie de 1970 a entraîné l’abandon de nombreux ostréiculteurs et découragé un grand nombre de jeunes à prendre la relève.
Les petites industries qui animent la cité ostréicole cessent leurs activités les unes après les autres. Le mouvement de désindustrialisation de la commune commence dès la fin des années 1960 avec la fermeture de l’abattoir municipal. Ce centre d'abattage du gros bétail fut pénalisé par un décret de 1966 qui retirait toute subvention aux abattoirs dont la capacité de production était inférieure à 5 000 tonnes. Par la suite, la ville assiste impuissante à la fermeture de la briqueterie et tuilerie, une des dernières industries importantes, dont les activités ont cessé dans les années 1980. Cette entreprise, qui employait jusqu’à une cinquantaine d’ouvriers, avait été installée dans le site du Petit Port des Seynes, vers 1964, et avait fait construire de grands ateliers de production et des hangars de stockage, aujourd'hui tous désaffectés. De même, elle perd son chantier nautique où les Constructions maritimes E. Richard qui avaient employé jusqu'à une quarantaine de personnes fabriquaient, à l'origine dans les années 1960, des barges ostréicoles, nommées localement des plates, et en assuraient également l'entretien. Puis la production a été diversifiée avec la construction des bateaux de pêche en bois comme les sloops sous la marque Antioche, ainsi que des voiliers et des croiseurs connus sous la marque Chassiron.
Ces derniers avaient atteint une "renommée internationale".
À la fin de la décennie 1970-1980, les derniers résidents de la caserne Commandant-Lucas, une compagnie de CRS ayant succédé au régiment d'infanterie coloniale après la Seconde Guerre mondiale, quittent les lieux.
Ces conséquences économiques ont entraîné une stagnation démographique entre 1962 et 1968 et, surtout, une chute démographique assez importante entre 1968 et 1975. Sa population descend à 4 214 habitants en 1975 après avoir atteint un maximum démographique au recensement précédent avec 4 443 habitants.
Le renouveau de la ville s'instaurera à partir des années 1980 où Marennes entrera dans une réelle mutation aussi bien de ses activités économiques et sociales que de son cadre urbain.

### Le renouveau depuis 1980
Depuis les années 1980, les municipalités successives ont encouragé énergiquement la reconversion des activités économiques de la ville vers le secteur tertiaire, par le développement des services et des commerces, du tourisme et de la culture, tout en préservant l'ostréiculture. Marennes est depuis lors entrée avec succès dans une profonde mutation aussi bien de son économie urbaine que dans son cadre de vie.

## Petite chronologie de l'histoire de Marennes
Moyen Âge
- 1047 : Charte de donation de la paroisse de Saint-Pierre-de-Sales à l'abbaye-aux-Dames de Saintes.
- 1372 : La paroisse de Marennes est donnée par lettres patentes du roi de France Charles V aux Sires de Pons.
- 1380 : Les Sires de Pons font graver leurs armoiries sur le clocher de l'église prieuriale Saint-Pierre-de-Sales.
- Deuxième moitié du XVe siècle : Construction du clocher-porche de style gothique ogivale de l'église Saint-Pierre-de-Sales.

Temps Modernes
- 1542 : Marennes participe à la révolte de la gabelle.
- 1558 : Premier temple et premier pasteur à Marennes.
- 1559 : Marennes fait partie du Premier Synode des églises réformées de France à Paris.
- 1565 : Du 3 au 7 septembre, séjour du roi Charles IX, accompagné de la reine-mère Catherine de Médicis, lors du Tour royal de France.
- 1600 : Construction du Temple réformé (le deuxième).
- 1602 : Reconstruction de l'église Saint-Pierre-de-Sales.
- 1660 : 30 juin, visite du roi Louis XIV et du cardinal de Mazarin.
- 1684 : Dimanche 2 novembre, destruction du Temple réformé de Marennes.
- 1686 : Fénelon à Marennes.
- 1702 : Transfert de l'Amirauté de Brouage à Marennes.
- 1703 : Naissance de François Fresneau de la Gataudière qui fera construire le château de la Gataudière et découvrira l'arbre à caoutchouc.
- 1749 : Construction du château de la Gataudière.
- 1762 : Départ des Jésuites du collège de Marennes.
- 1790 : Marennes devient un chef-lieu de district du département de la Charente-Inférieure.
- 1791 : Les services de la sous-préfecture, des tribunaux et de la mairie sont transférés dans le couvent des Récollets alors désaffectés.
- 1800 : Marennes est confirmée dans son rôle de sous-préfecture pendant le Consulat.

XIXe siècle
- 1810 : (2 décembre), inauguration officielle du Temple réformé dans l'ancienne chapelle des Jésuites.
- 1818 : Le sous-préfet Charles-Esprit Le Terme entreprend l'aménagement du marais de Brouage.
- 1835: Une imprimerie s'installe à Marennes.
- 1860 : Inauguration de la nouvelle mairie.
- 1862 : Inauguration officielle du canal de la Charente à la Seudre qui aboutit à Marennes.
- 1864 : Première installation d'une usine de produits chimiques où est fabriquée de la soude à partir du sel de la vallée de la Seudre.
- 1868 : Déchargement volontaire d'un banc d'huîtres portugaises dans l'estuaire de la Gironde.
- 1874 : Aménagement de la place Chasseloup-Laubat.
- 1885 : Diffusion du Journal de Marennes.
- 1889 : Inauguration officielle de la gare ferroviaire et de la ligne ferrée Cabariot- Le Chapus.
- 1892 : Inauguration de l'hôpital Dubois Meybnardie et de la gendarmerie nationale.
- 1900 : Inauguration des nouveaux bâtiments de la sous-préfecture.

XXe siècle
- 1904 : Marennes est directement reliée par voie ferrée à Saintes et à Saujon.
- 1907 : Inauguration de la caserne du Commandant Lucas.
- 1908 : La commune de Bourcefranc-le-Chapus est créée en se séparant de la commune de Marennes.
- 1920 : Grave épizootie qui décime 80 % des huîtres plates, celles-ci sont alors remplacées par les huîtres creuses.
- 1926 : Fermeture de la sous-préfecture.
- 1926 : (fin décembre), déclassement du canal de la Charente à la Seudre.
- 1934 : Fermeture et démantèlement de l'usine d'engrais chimiques Saint-Gobain.
- 1940 : (le 23 juin) La ville est occupée par les troupes de la Wehrmacht.
- 1943 : Arrestation du député Jean Hay qui est soumis à la torture par la Gestapo et meurt en déportation le 23 avril 1945 au camp d'Ebensee.
- 1944 : (le 9 septembre) La ville est libérée par les F.F.I..
- 1966 : Création du pont de l'île d'Oléron.
- 1970 : Deuxième épizootie qui ravage 80 % des huîtres creuses qui seront remplacées par les huîtres japonaises.
- 1972 : Création du pont de la Seudre.
- 1975 : Création du collège Jean Hay.
- 1987 : Fermeture définitive de la ligne ferroviaire Cabariot - Le Chapus.

XXIe siècle
- 2006 : Création de la Cité de l'Huître.
- 2007 : Création du Cinéma L'Estran.
- 2010 : Aménagement du Théâtre de verdure dans le Jardin public.